# Michail Alexandrowitsch Bakunin

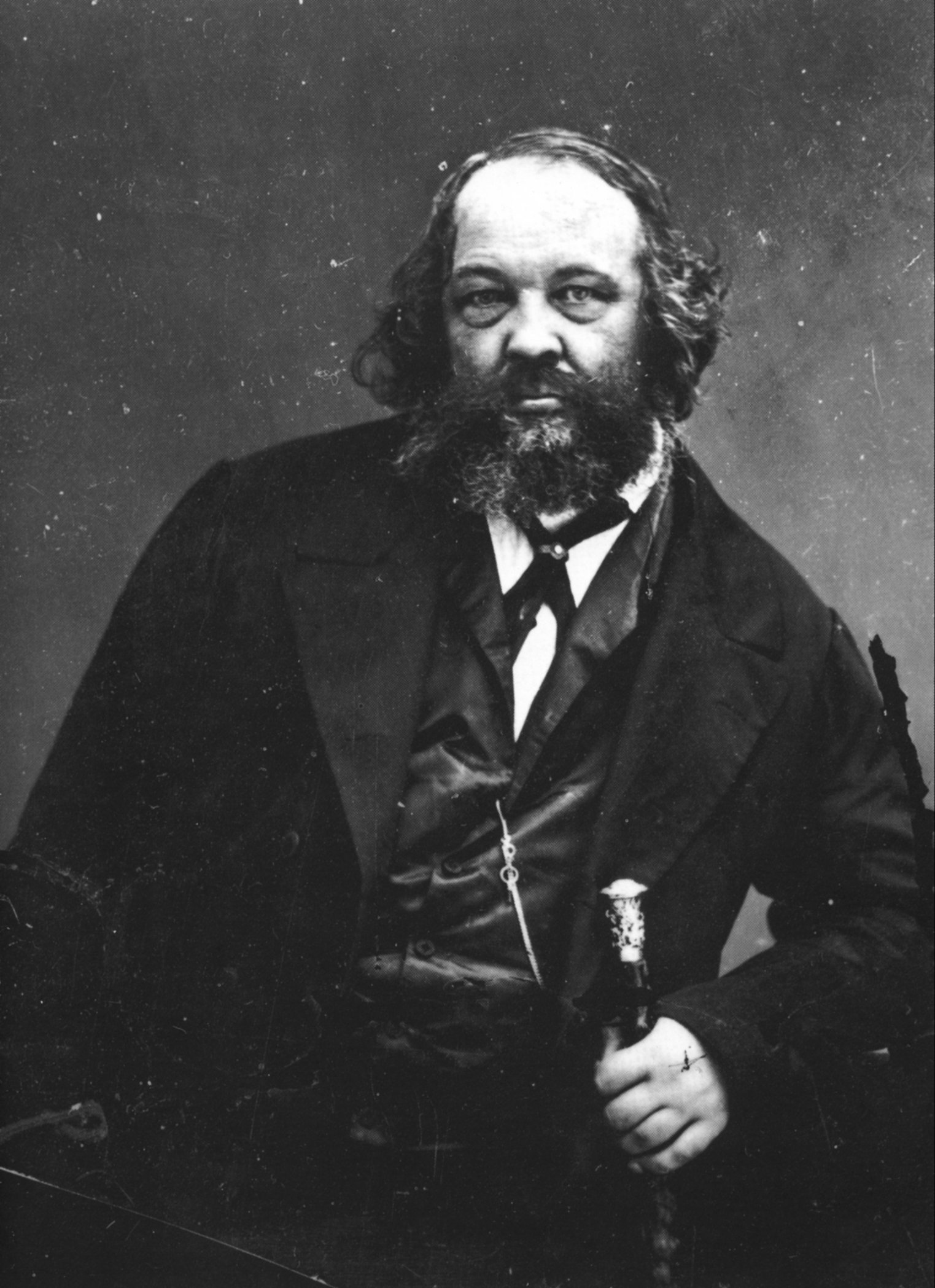
Michail Bakunin auf einer Fotografie von Nadar

Michail Alexandrowitsch Bakunin (russisch Михаил Александрович Бакунин Michail Aleksandrovič Bakunin; * 18. Maijul. / 30. Mai 1814greg. in Prjamuchino, Gouvernement Twer, heute Oblast Twer; † 1. Juli 1876 in Bern) war ein russischer Revolutionär und Anarchist. Er gilt als einer der einflussreichsten Denker, Aktivisten und Organisatoren der anarchistischen Bewegung.
Bakunin entstammte einer alten russischen Adelsfamilie. Er war Artillerieoffizier und Mathematiklehrer. Durch seinen Aufenthalt in Westeuropa mit vielen revolutionären Persönlichkeiten bekannt, nahm er 1848 an den Erhebungen in Paris und Prag sowie 1849 an führender Stelle in Dresden teil. Nach der Niederschlagung des Dresdner Maiaufstands wurde Bakunin festgenommen und interniert. Er verbrachte acht Jahre in Gefängnissen und weitere vier Jahre in sibirischer Verbannung, bis ihm die Flucht gelang. Seine darauf folgenden revolutionären Aktivitäten konzentrierte er im Wesentlichen auf das zu seiner Zeit dreigeteilte Polen und das neugegründete Italien.
Bakunin entwickelte die Idee des kollektivistischen Anarchismus. In der Internationalen Arbeiterassoziation war Bakunin die Hauptfigur der Antiautoritären und mit Generalratsmitglied Karl Marx im Konflikt, was zur Spaltung der Internationale führte und gleichzeitig zur Trennung der anarchistischen Bewegung von der kommunistischen Bewegung und der Sozialdemokratie.

## Leben

### Frühe Jahre in Russland (1814–1840)

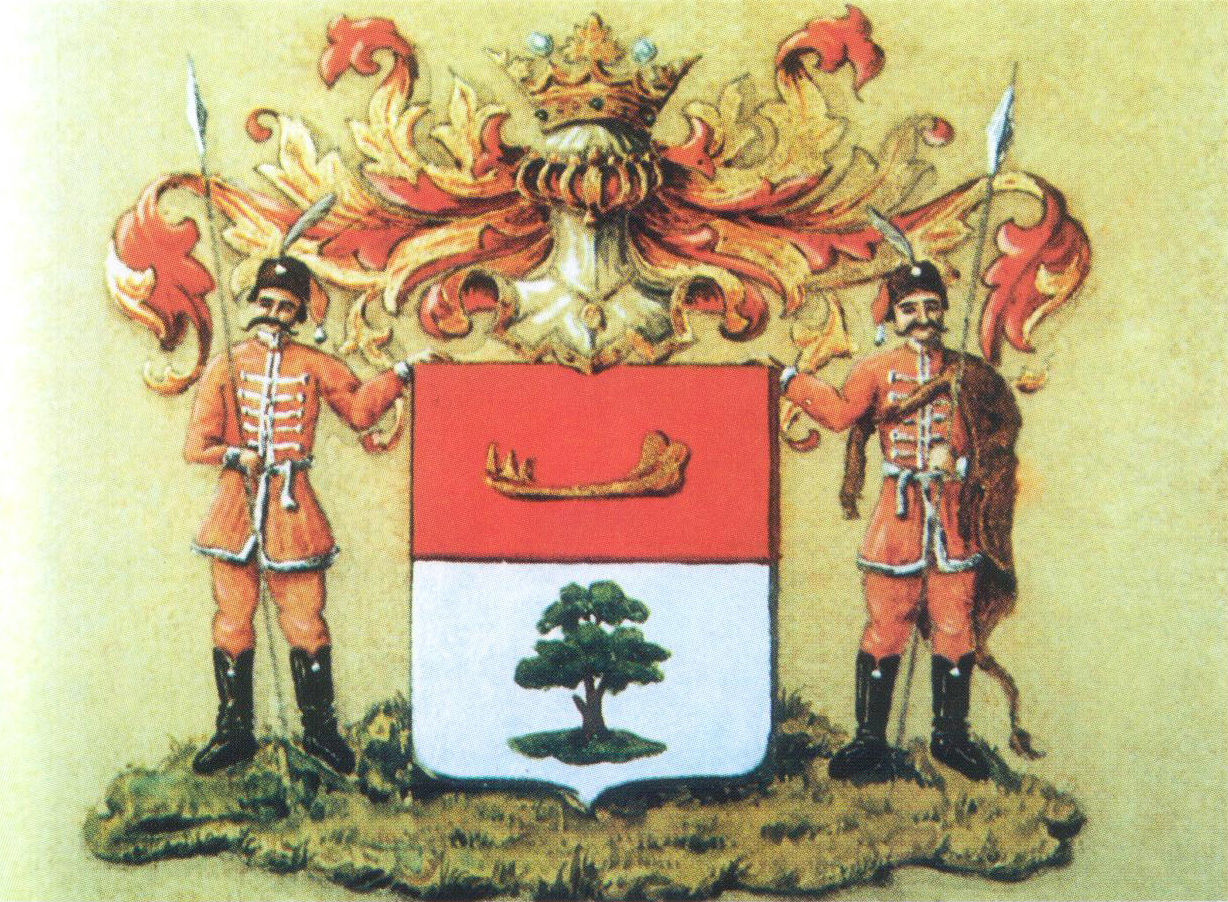
Wappen der Familie Bakunin

Michail Bakunin wurde als ältester Sohn und drittes von elf Kindern einer aristokratischen Familie im kleinen Dorf Prjamuchino geboren. Seine Mutter Warwara Alexandrowna stammte aus der Familie Murawjow. Sein Vater Alexander Michailowitsch lebte lange Zeit im Ausland, wurde in Padua promoviert und erlebte die Französische Revolution in Paris. Er war Oberhaupt des Familiengutes in Prjamuchino mit über 500 Leibeigenen, gehörte aber dem westlich orientierten Teil der russischen Gesellschaft an. Viele bedeutende und fortschrittliche Persönlichkeiten Russlands besuchten das Haus der Familie Bakunin; Sohn Michail wurde liberal erzogen.

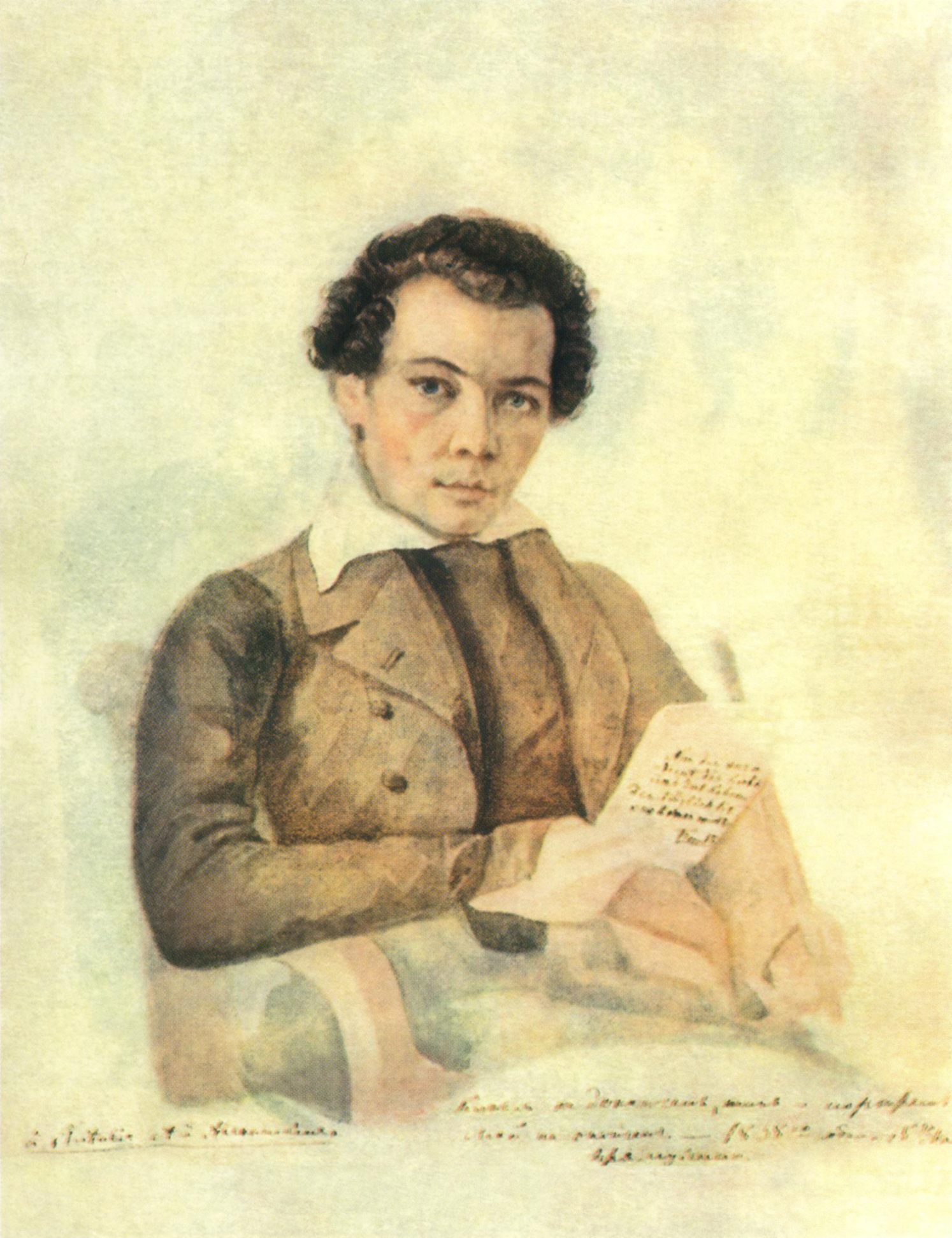
Selbstporträt Michail Bakunins aus dem Jahr 1838

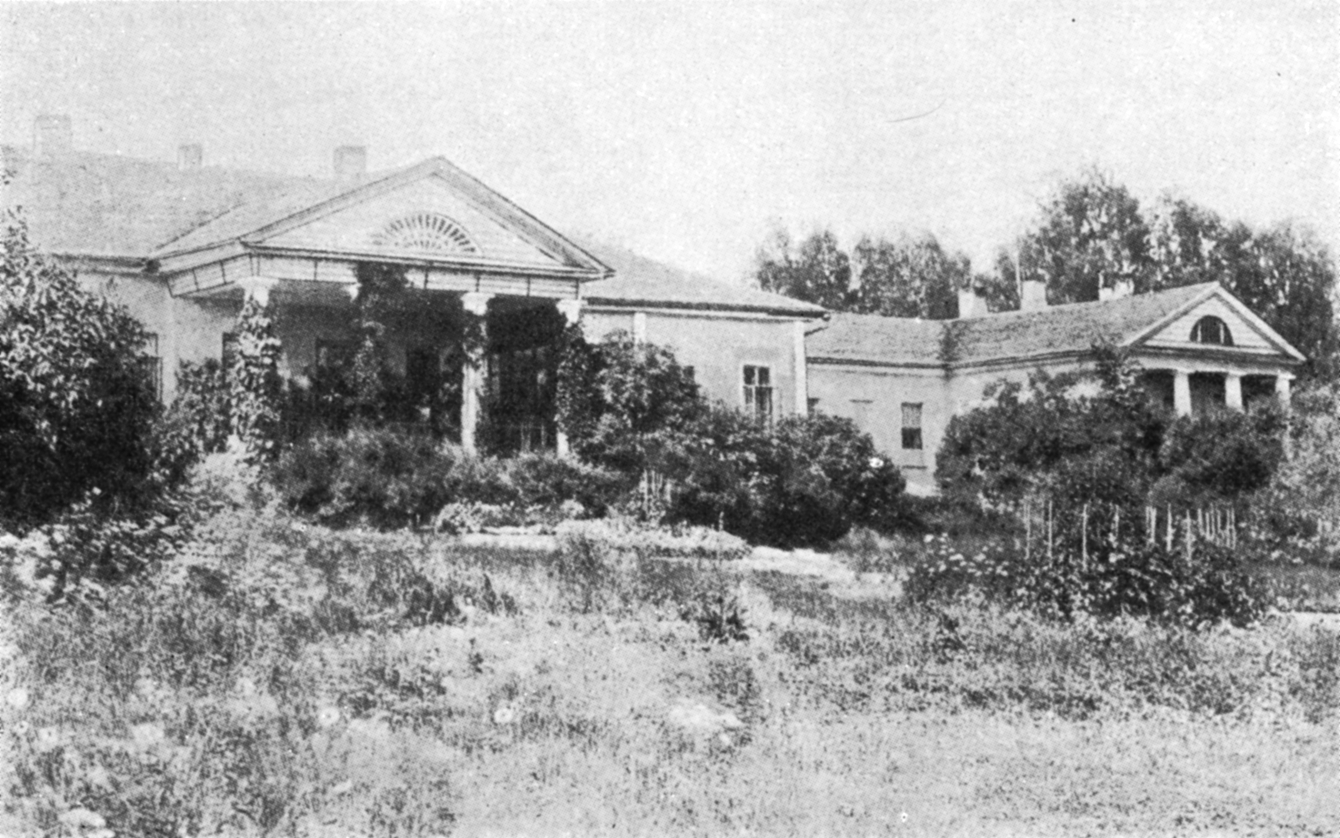
Geburtshaus Bakunins in Prjamuchino

Doch aufgrund der Verwicklung von Freunden und Verwandten in den Dekabristenaufstand und der drohenden Repression sah sich der Vater Alexander zu absoluter Loyalität gegenüber dem Zaren Nikolaus I. verpflichtet, was für den Sohn Michail bedeutete, zum Militärdienst geschickt zu werden. Michail Bakunin trat im Alter von 14 Jahren als Kadett in die Artillerieschule St. Petersburg ein und schlug die Offizierslaufbahn ein. Mit dem Militär und den militärischen Umgangsformen war er tief unzufrieden. 1832 wurde er im Alter von 18 Jahren als Leutnant nach Grodno geschickt, wo er kurz nach dem polnischen Aufstand eintraf. Die Brutalität, mit der das russische Reich bei der Niederschlagung vorging, schockierte den jungen Bakunin; sein Abscheu gegen das Militär wuchs. Drei Jahre später meldete er sich krank und verließ das Militär. Dabei war es einflussreichen Verwandten zu verdanken, dass er nicht wegen Desertion festgenommen wurde.
Michail Bakunin weigerte sich daraufhin, dem Rat seiner Familie zu folgen und eine Stelle im Staatsdienst anzunehmen. Er zog stattdessen gegen den Willen seines Vaters im Februar 1836 nach Moskau und versuchte, seinen Lebensunterhalt als Mathematiklehrer zu bestreiten. Später nahm er an der Moskauer Universität ein Studium der Philosophie auf und schloss sich dort dem Stankewitsch-Zirkel an, einer literarischen und philosophischen Gruppe um Nikolai Stankewitsch. Stankewitsch hatte er bereits während seiner Militärzeit kennengelernt; er führte ihn in die deutsche Philosophie ein. Dem Stankewitsch-Zirkel gehörten mehrere junge Studenten an, die später in Russland wichtige Persönlichkeiten des gesellschaftlichen und politischen Lebens wurden, darunter auch der berühmte Literaturkritiker Wissarion Belinski, mit dem Bakunin eine enge Freundschaft schloss. Bakunin interessierte sich besonders für die deutsche Philosophie und las Kant, Fichte und Schelling. Er übersetzte Goethes Briefwechsel mit einem Kinde von Bettina von Arnim, Die Anweisung zum seligen Leben von Fichte und Hegels Gymnasialreden ins Russische. Durch sein intensives Studium Hegels galt er als größter Hegel-Kenner seiner Zeit in Russland.
In Moskau lernte Bakunin die Slawophilen Konstantin Aksakow – auch Mitglied der Gruppe um Stankewitsch – und Pjotr Tschaadajew kennen. Eine weitere Inspiration war die Freundschaft mit dem Sozialisten Alexander Herzen und dessen Freund Nikolai Ogarjow, die in dieser Zeit entstand. Bakunin lernte Herzen 1839 in Moskau kennen, wo sie ein Jahr lang zusammenwohnten. Herzen schrieb rückblickend über die gemeinsame Zeit:

„Bakunin trieb mich dazu an, mich immer mehr in das Studium Hegels zu vertiefen; ich bemühte mich, mehr revolutionäre Elemente in seine strenge Wissenschaft einzuführen.“

### Beteiligung in den revolutionären Kreisen Europas (1840–1848)

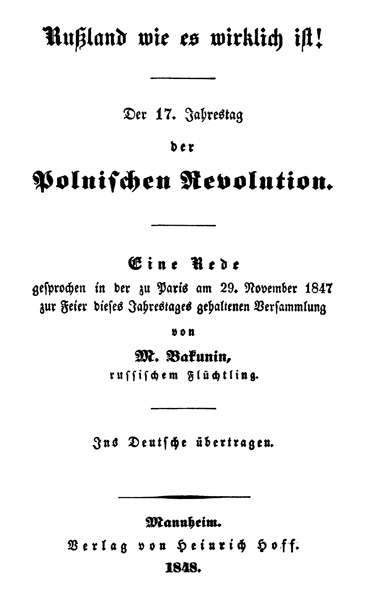
„Rußland wie es wirklich ist!“ Die Rede zum Jahrestag des polnischen Aufstands machte Bakunin europaweit bekannt.

Im Sommer 1840 begab sich Michail Bakunin dank finanzieller Unterstützung Herzens nach Berlin, um sich auf eine Professur in Moskau vorzubereiten. In Berlin lernte er unter anderen Karl August Varnhagen von Ense kennen und war eng mit Iwan Turgenew befreundet. Letzterem diente Bakunin später als Inspiration für den Roman Rudin, wo die Hauptfigur als großer Denker porträtiert wird, welcher seine Ideen indes nie in die Tat umsetzt. Zwei Jahre später schrieb Michail an seinen Bruder Nikolai, dass er nicht mehr nach Russland zurückkehren werde. Sein Aufenthalt in Deutschland hatte ihn stark verändert. In seiner Beichte an den Zaren schrieb er rückblickend:

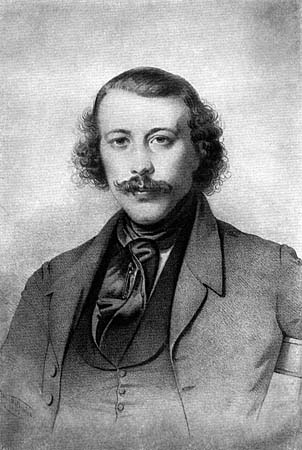
Der junge Michail Bakunin

„Im übrigen aber heilte mich Deutschland selbst von der philosophischen Krankheit, an der es litt; als ich mit den metaphysischen Fragen näher vertraut wurde, überzeugte ich mich ziemlich rasch von der Nichtigkeit und Eitelkeit der ganzen Methaphysik: ich suchte Leben in ihr, aber sie ist langweilig, wirkt tödlich; ich suchte Taten, sie aber ist die absolute Untätigkeit. Ich gab die Philosophie preis und ergab mich der Politik.“

Der Kontakt mit Ludwig Feuerbach hatte maßgeblichen Einfluss auf Bakunins Abkehr vom metaphysischen Denken. Anfang 1842 kam er mit den Junghegelianern in Kontakt, die in dieser Zeit durch die Repression radikalisiert wurden, und lernte Arnold Ruge in Dresden kennen. Ruge war Herausgeber der Zeitschrift Deutsche Jahrbücher für Wissenschaft und Kunst, des Organs der Junghegelianer, für das Bakunin 1842 unter dem Pseudonym Jules Elysard den Artikel Die Reaction in Deutschland schrieb. Der dialektische Schlusssatz „Die Lust der Zerstörung ist zugleich eine schaffende Lust!“ machte ihn in weiten Kreisen der Revolutionäre berühmt. Bakunin begann sich nun verstärkt für den Sozialismus zu interessieren. Eine besondere Rolle spielte dabei das Buch Der Sozialismus und Kommunismus des heutigen Frankreich von Lorenz von Stein, das die Ideen französischer Frühsozialisten sowie Louis Blanc und Pierre-Joseph Proudhon im deutschsprachigen Raum popularisierte.
Weil sich Bakunin in Dresden nicht mehr sicher fühlte, verließ er 1843 gemeinsam mit Georg Herwegh das Königreich Sachsen in Richtung Zürich, das damals zahlreichen politischen Emigranten Asyl gewährte und wo mit dem Literarischen Comptoir Zürich und Winterthur ein wichtiger Verlag für radikale deutsche Literatur entstanden war. Dort verkehrte er – vermittelt durch Herwegh – mit Wilhelm Weitling, dessen kommunistischen Gesellschaftsentwurf er aber stark kritisierte. „Mit August Becker (genannt Rotbart) und Adolf Reichel, dem nachmaligen Musikdirektor in Bern, mit dem er in Dresden Freundschaft fürs Leben geschlossen hatte, wanderte Bakunin durchs Rhonethal und das Oberland nach Bern, wo er beim Philosophen Carl Vogt wohnte, dem Bruder seines Freundes Adolf Vogt.“
Im selben Jahr wurde Weitling von der Polizei festgenommen. Die bei ihm gefundenen Papiere lieferten dem Schweizer Juristen Johann Caspar Bluntschli den Stoff für seinen antikommunistischen Bluntschli-Bericht, in dem auch Bakunin erwähnt wurde. Der russische Konsul wurde dadurch auf Bakunin aufmerksam und forderte seine sofortige Rückkehr. Als Bakunin sich weigerte und nach Brüssel floh, wurde ihm durch einen Ukas des Zaren sein Adelstitel aberkannt, und er wurde in Abwesenheit zu Zwangsarbeit in Sibirien verurteilt.
1844 ließ er sich in Paris nieder, dem damaligen Zentrum des europäischen Radikalismus, und gewann dort die Sympathien Joachim Lelewels und der Exilpolen. Im gleichen Jahr wurde in der einzigen Ausgabe der Deutsch-Französischen Jahrbücher ein alter Brief Bakunins an Ruge publiziert, in dem er über seine Hoffnungen schrieb, die er in das revolutionäre Potential der Deutschen setzte. Die anfänglich intensiven Kontakte mit dem Herausgeberkreis um den Vorwärts stellte Bakunin jedoch ein, weil besonders die Diskussionen mit Karl Marx mehrfach im Streit endeten. Dagegen schloss er mit Pierre-Joseph Proudhon eine enge Freundschaft, die bis zum Tode Proudhons im Jahre 1865 anhielt. Bakunin schrieb einige Zeitungsartikel, in denen er mit den Polen sympathisierte, und kritisierte erstmals öffentlich den Zaren und die russische Autokratie. Nachdem er im Jahre 1847, am Gedenktag für den polnischen Aufstand, eine Rede gehalten hatte („Russland wie es wirklich ist!“), in der er sich für einen gemeinsamen Kampf der Russen und Polen gegen den russischen Zaren aussprach, wurde er europaweit bekannt. Auf Forderung Russlands wurde er aus Frankreich ausgewiesen und ging ein weiteres Mal nach Brüssel.

### Bakunin in den Revolutionen von 1848/49

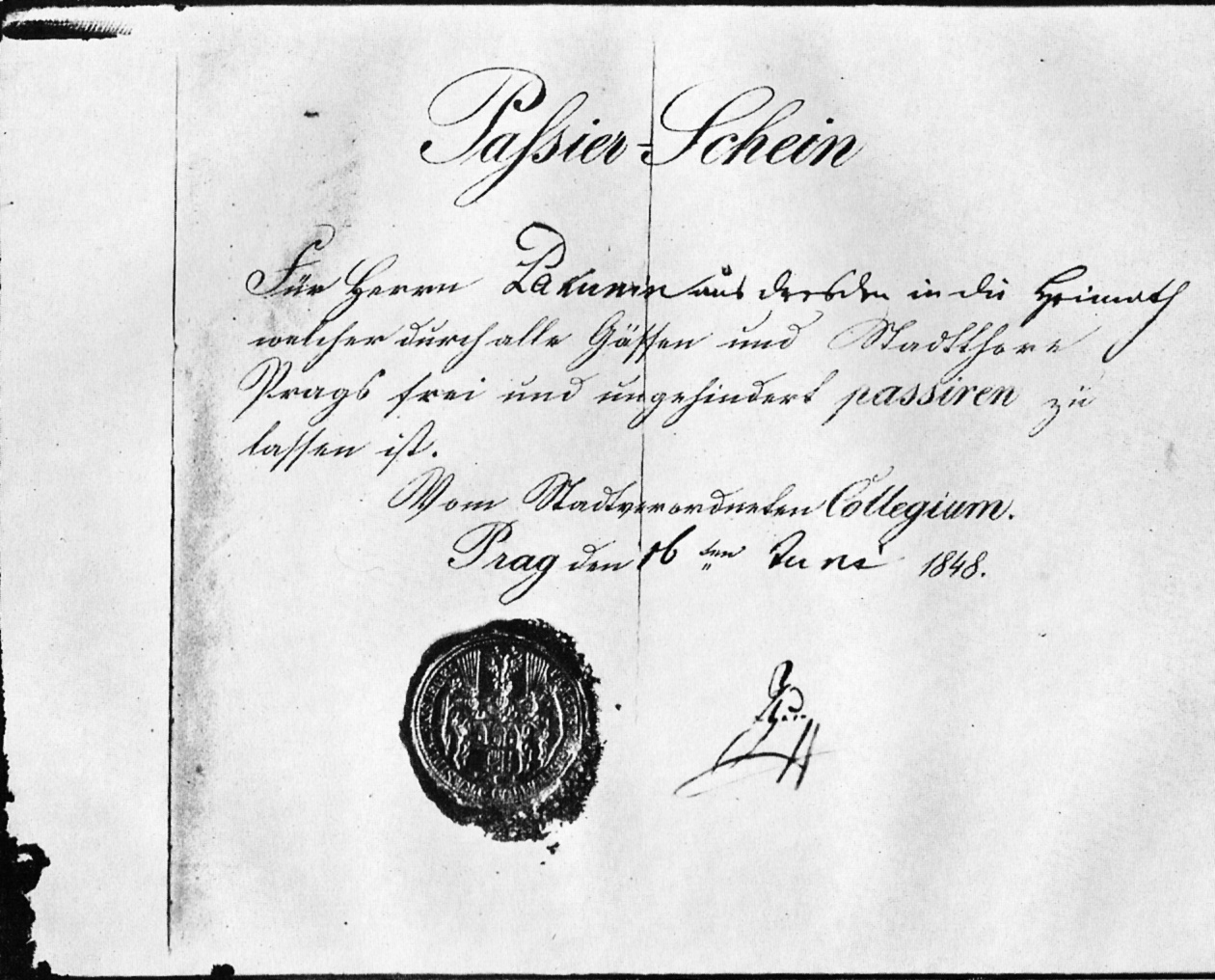
Bakunin konnte sich nach dem Prager Pfingstaufstand mit diesem Passierschein nach Breslau absetzen

Nach dem Ausbruch der Februarrevolution 1848, die zum Sturz von Louis-Philippe I. und zur Ausrufung der Zweiten Französischen Republik führte, kehrte Bakunin nach Paris zurück und nahm am revolutionären Kampf teil. Auf seinen Vorschlag hin, die Revolution auch im russischen Teil Polens zu unterstützen, erhielt er 2000 Francs und Pässe von der republikanischen Regierung, die ihre Macht zu konsolidieren versuchte und die Gelegenheit nutzte, den Revolutionär loszuwerden. Er begab sich nach Frankfurt am Main und verhalf seinem Freund Arnold Ruge durch seine Kontakte zu Breslauer Demokraten zu einem Sitz in der Frankfurter Nationalversammlung. Seine Versuche, die demokratischen Kräfte der Nationalversammlung für eine Zusammenarbeit mit den polnischen Revolutionären zu gewinnen, blieben ohne Wirkung.

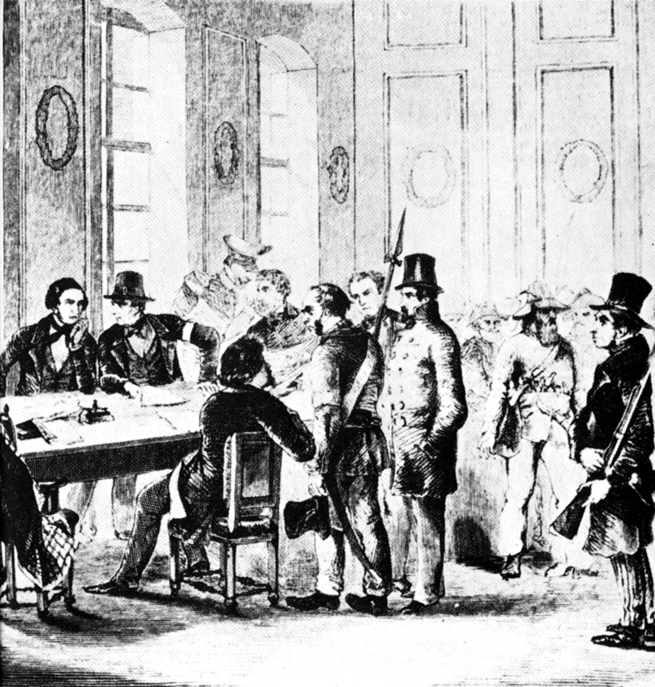
Bakunin (vor dem Tisch, sitzend) bei einer Beratung mit den Mitgliedern der provisorischen Regierung im Rathaus von Dresden

Bakunin reiste weiter nach Polen, um sich der polnischen Bauernarmee von Ludwik Mierosławski anzuschließen, der plante, von Posen aus Polen zu befreien. Als Bakunin in Breslau ankam, war der Aufstand bereits von der preußischen Armee niedergeschlagen worden. Nun unterstützte er die Deutsche Demokratische Legion von Herwegh, die von Frankreich anrückend versuchte, Friedrich Heckers Freischärler beim sogenannten Heckeraufstand in Baden zu verstärken und damit die Badische Revolution zu retten. Auch dieser Versuch scheiterte, denn Herweghs Legion wurde am 27. April 1848 in Dossenbach bei Schopfheim von württembergischem Militär geschlagen, kurz nachdem die Legion die badische Grenze überschritten hatte. Als Marx das Vorgehen Herweghs kritisierte, verteidigte ihn Bakunin, und es kam zum Bruch.

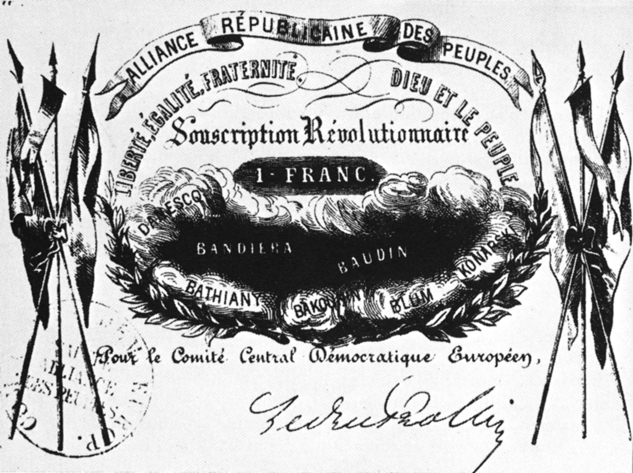
Gutschein eines revolutionären Komitees in Frankreich 1848, mit den Namen von Bakunin, Batthyány, Blum und den Gebrüdern Bandiera.

Anfang Juni reiste Bakunin nach Prag, um als einziger Russe am Slawenkongress teilzunehmen. Die Forderung nach Gleichberechtigung der Völker in der Habsburgermonarchie stieß in Österreich auf offene Ablehnung, und es kam zum Aufstand der Tschechen gegen die österreichische Fremdherrschaft, bei dem auch Bakunin mitkämpfte. Die Erhebung wurde nach fünf Tagen durch österreichische Truppen unter dem Befehl des Prager Stadtkommandanten Fürst Windisch-Graetz gewaltsam niedergeschlagen und war damit der erste entscheidende Sieg der herrschenden Kräfte der Restaurationsära.
Nach dem Scheitern des Aufstands begab sich Bakunin nach Breslau. Über Mittelsmänner in Rijeka ließ er einem demokratischen Zirkel in Odessa Waffen zukommen und druckte mit der Hilfe von Heinrich Brockhaus Schriften in verschiedenen slawischen Sprachen, die als Gebete getarnt verteilt wurden. Noch in Breslau las Bakunin in Marx’ Neuer Rheinischer Zeitung einen Artikel, in dem behauptet wurde, George Sand habe Beweise in der Hand, dass Bakunin ein Agent des russischen Zaren sei. Als sich George Sand mit einem Brief bei der Zeitung meldete und der Behauptung widersprach, wurde der Fehler korrigiert. Der Ruf, ein russischer Agent zu sein, begleitete Bakunin dennoch sein Leben lang und fand in der Person David Urquharts einen leidenschaftlichen Verfechter.
Bakunin war enttäuscht vom Verlauf der 1848er Revolutionen, vor allem von den Ergebnissen in Deutschland, wo die Frankfurter Nationalversammlung beschloss, von Polen und Tschechen bewohnte Gebiete unter deutsche Herrschaft zu stellen. Eine weitere Enttäuschung war die Niederschlagung des Wiener Oktoberaufstands durch Truppen unter der Führung von Josip Jelačić, den er bis dahin wegen seines Kampfes gegen den ungarischen Nationalismus unterstützt hatte. Ende 1848 publizierte Bakunin auf Initiative von Hermann Müller-Strübing seinen Aufruf an die Slawen, in dem er betonte, dass die nationale Frage untrennbar mit der sozialen Frage verbunden ist. Er kritisierte dabei die Vorgänge in Deutschland und rief zum gemeinsamen Kampf von Deutschen und Slawen gegen die herrschenden Kräfte auf.
Im Mai 1849 beteiligte er sich an führender Stelle am Aufstand in Dresden zur Durchsetzung einer sächsischen Republik. Anfangs verlief dieser zu Gunsten der Aufständischen, und König Friedrich August II., der zuvor das Parlament aufgelöst und die Verfassung abgelehnt hatte, musste flüchten. Praktisch kampflos übernahmen die Revolutionäre die Kontrolle über Dresden und organisierten eine provisorische Regierung mit Otto Heubner, Samuel Tzschirner und Carl Todt an der Spitze. Bakunin übernahm die militärische Leitung des Aufstands und beriet die provisorische Regierung. Mit Hilfe eines großen preußischen Militäraufgebots wurde Dresden belagert, und nach sieben Tagen waren die Aufständischen dazu gezwungen, in Richtung Freiberg abzuziehen. Am 10. Mai 1849 wurde Bakunin jedoch gemeinsam mit August Röckel und Otto Leonhard Heubner in Chemnitz, wo sie die aufständischen Kräfte sammeln wollten, verhaftet.

### Haft, Verbannung und Flucht (1849–1861)

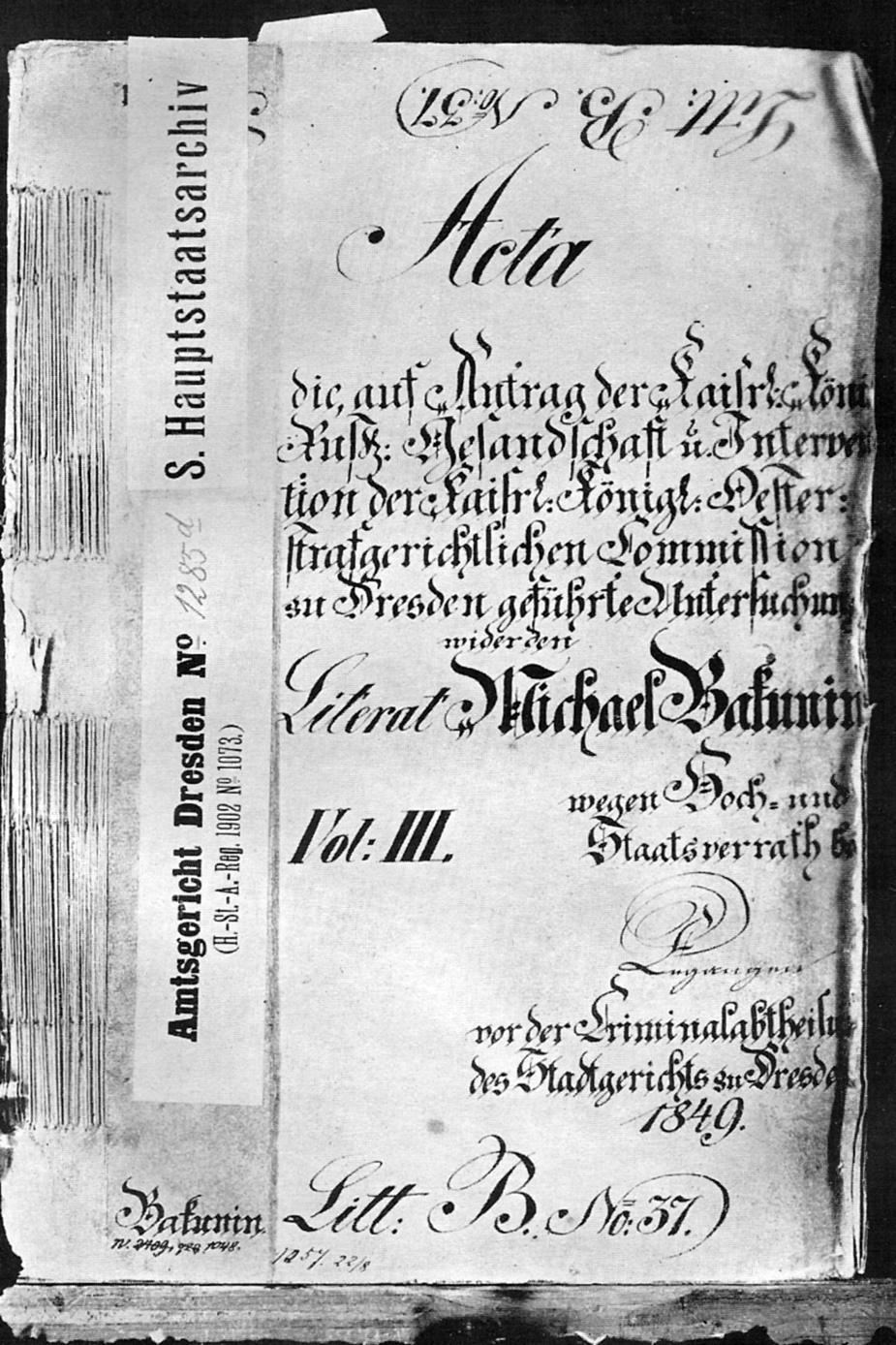
Die Dresdner Prozessakten

Bakunin wurde zuerst in Dresden, dann in der Festung Königstein inhaftiert. Im Königreich Sachsen wurde er nach der Festnahme zum Tode verurteilt, später wurde seine Strafe jedoch in lebenslange Haft umgewandelt. Kurz nach seiner Festnahme verlangten Russland und auch – wegen seiner Beteiligung am Slawenkongress und am Prager Aufstand – Österreich seine Auslieferung.

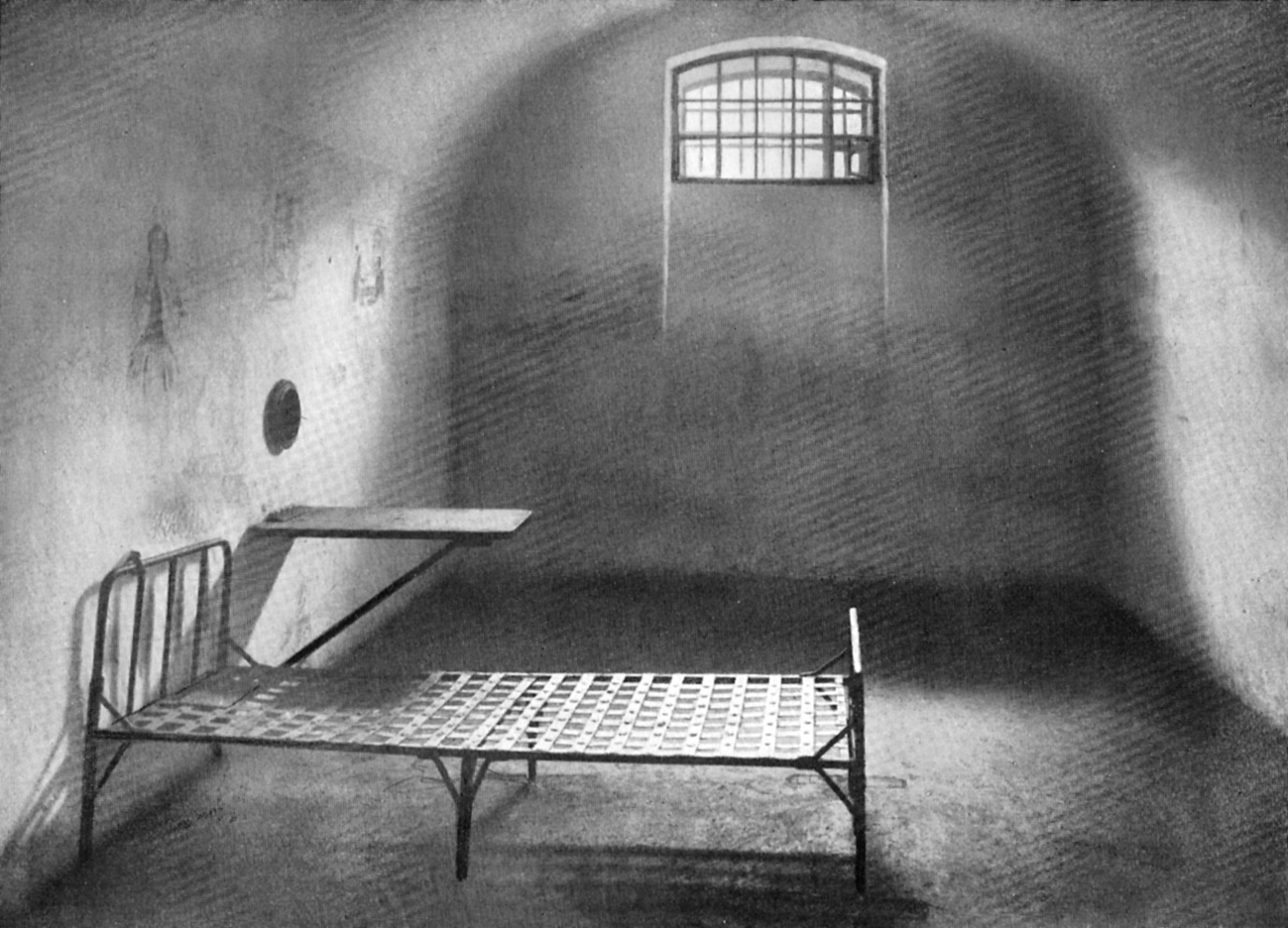
Bakunins Zelle in der Peter-und-Paul-Festung

Im Juni 1850 wurde der Bitte Österreichs Folge geleistet und Bakunin anfangs in der Prager Burg festgesetzt, 1851 nach Olmütz transferiert und ein weiteres Mal zum Tode verurteilt. Kurz darauf wurde Bakunin zu lebenslanger Kerkerhaft begnadigt und in Olmütz an eine Kerkerwand geschmiedet, um jeglichen Fluchtversuch unmöglich zu machen. Zu dieser Zeit war öffentlich nicht bekannt, wo sich Bakunin befand und ob er überhaupt noch am Leben war; Fehlmeldungen über seinen Tod gingen durch die Presse Europas. Untergebracht war er in der Festung Munkács. Sein Zellennachbar war Wenzel Karl Ernst.
Am 17. Mai 1851 betrat Bakunin als Gefangener wieder russischen Boden, nachdem Österreich ihn ausgeliefert hatte. Er kam, wie viele andere politische Gefangene Russlands, in die berüchtigte Peter-und-Paul-Festung in St. Petersburg und wurde dort von Graf Orlow darüber in Kenntnis gesetzt, dass Zar Nikolaus I. von ihm ein schriftliches Geständnis wünsche, und zwar „wie ein geistiger Sohn an seinen geistigen Vater schreiben soll“. Durch dieses Geständnis (bekannt als Beichte an den Zaren) erhoffte sich Bakunin eine Lockerung der Haftbedingungen und schilderte seine bisherigen revolutionären Aktivitäten. Sein Versuch, den Zaren milde zu stimmen, scheiterte, denn dieser schätzte Bakunin immer noch als zu gefährlich ein.
1854 wurde er wegen der Nähe zur Front im Krimkrieg in die Schlüsselburg östlich von Petersburg verlegt. Durch die schlechte Ernährung erkrankte Bakunin an Skorbut und litt an krankheitsbedingtem Zahnausfall und Fettleibigkeit. Als Zar Nikolaus 1855 starb, wurde Bakunin von seinem Nachfolger Alexander II. persönlich von der Amnestieliste gestrichen und seine lebenslange Haft bestätigt.
Auf wiederholte Gnadengesuche der Familie Bakunin hin wurde im März 1857 Bakunins lebenslange Haftstrafe in lebenslange Verbannung nach Sibirien umgewandelt. Er wurde über Omsk nach Tomsk gebracht, wo er die Polin Antonia Kwiatkowska kennenlernte und 1858 heiratete. Ein Jahr später wurde er nach Irkutsk, der damaligen Hauptstadt Ost-Sibiriens, deportiert und genoss wieder gewisse Freiheiten, wegen seiner Verwandtschaft mit Murawjow-Amurski, dem damaligen Gouverneur von Ost-Sibirien. Bakunin knüpfte während seiner Zeit in Sibirien Kontakte mit vielen verbannten Dekabristen und Petraschewzen.
Mitte 1861 konnte er auf einer Forschungsreise am Amur seinen Bewachern entfliehen. Dazu schrieb er später, formuliert als Wortspiel an seine Freunde: „C'est l'Amour qui m'a sauvé!“ – übersetzt: „Der Amur / Die Liebe hat mich gerettet“. Von Nikolajewsk aus entkam er und erreichte am 9. August 1861 mit einem amerikanischen Klipper den Ort Hakodate an der japanischen Küste.

### Wiederaufnahme revolutionärer Aktivitäten (1861–1868)

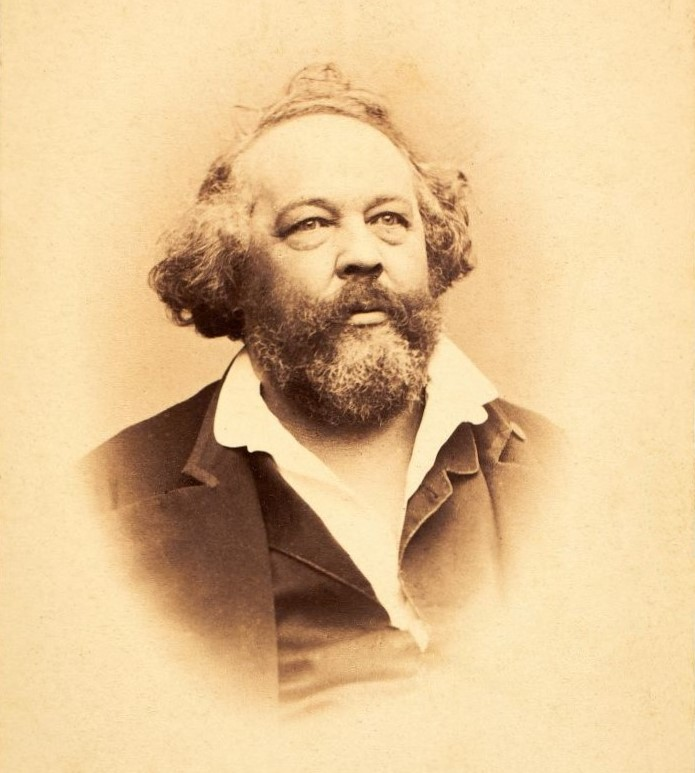
Bakunin während seiner Zeit in Italien

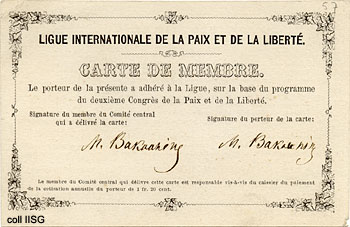
Bakunins Mitgliedsausweis für die Internationale Liga für Frieden und Freiheit

Über Yokohama, San Francisco, Panama-Stadt und Boston erreichte Bakunin Ende 1861 Europa und begab sich zu Alexander Herzen nach London – „mehr denn je bereit zu jedem Versuch, zu jedem Opfer“. Er nahm Kontakt mit Giuseppe Garibaldi auf, dessen Erfolge er bereits in Sibirien mitverfolgt hatte, und schrieb für Herzens Zeitung Kolokol („Die Glocke“). Zeitweilig wurden die Beziehungen zu Marx wieder freundschaftlicher, und dieser schätzte Bakunin als einen „der wenigen Leute, die ich nach 16 Jahren nicht zurück-, sondern weiterentwickelt finde“. Bakunin übersetzte für Marx in London das Manifest der Kommunistischen Partei erstmals ins Russische.
Durch seine spektakuläre Flucht in Russland berühmt geworden, wurde er gemeinsam mit Herzen zum Feindbild der zaristischen und konservativen Öffentlichkeit Russlands. Kropotkin schrieb nach dem Brand in St. Petersburg in seinen Memoiren:

„Katkow, der Exliberale, der voller Hass gegen Herzen steckte und ganz besonders gegen Bakunin, […] beschuldigte gleich am Tag nach dem Brand die Polen und die russischen Revolutionäre der Anstiftung, eine Ansicht, die in St. Peterburg und Moskau allgemein vorherrschte.“

Bakunin stand mit vielen Exilpolen und der Bewegung Semlja i wolja („Land und Freiheit“) im Kontakt, die sich für die Unabhängigkeit Polens einsetzte. Als 1863 der Januaraufstand in Polen ausbrach, begab sich Bakunin nach Stockholm und schrieb dort einige Artikel über Russland für Aftonbladet. Später konnte er an einer polnischen Expedition teilnehmen und versuchte sich so über Kopenhagen nach Polen einzuschiffen, was indes scheiterte. Enttäuscht durch das Fehlen einer sozialen Revolution, gegen die sich die aristokratischen Führer der Aufständischen stellten, kehrte er nach London zurück und wandte sich ganz dem Sozialismus und der Revolution von unten zu.
Bakunin ließ sich 1864 in Italien nieder, wo er durch Empfehlungsschreiben von Giuseppe Mazzini und Aurelio Saffi in die italienischen revolutionären Kreise eingeführt wurde und erste Bekanntschaften schloss. Im selben Jahr gründete er die Fraternité Internationale („Internationale Bruderschaft“), eine Keimzelle der später einflussreichen anarchistischen Bewegung in Italien, in der auch Élisée Reclus Mitglied war. Nach Artikeln in verschiedenen italienischen Zeitschriften gab Bakunin La Situazione italiana heraus, das erste sozialrevolutionäre Blatt Italiens. Die Zeitung war gegen die Ideen Mazzinis und Garibaldis gerichtet und vertrat anarchistische und atheistische Positionen. In dieser Zeit entwickelte er in Italien seine anarchistischen Auffassungen, die er in den Programmen der Internationalen Bruderschaft, wie zum Beispiel dem Revolutionären Katechismus, festhielt. Ein Jahr später bezeichnete er sich erstmals in der italienischen Zeitung Libertà e Giustizia als Anarchist.
Bakunin begab sich 1867 wieder nach Genf, um am Gründungskongress der Internationalen Liga für Frieden und Freiheit teilzunehmen. Er wurde ins Zentralkomitee der neugegründeten Liga gewählt, doch sein Versuch, die Organisation von ihrem gemäßigten Kurs abzubringen, wurde von den Mitgliedern mehrheitlich abgelehnt.

### Teilnahme an der Arbeiterbewegung (1868–1873)
1868 wurde Bakunin Mitglied der Genfer Sektion der Internationalen Arbeiterassoziation und warb für eine Zusammenarbeit der Organisation mit der Friedensliga, was von beiden Seiten abgelehnt wurde. Bereits am zweiten Kongress der Friedensliga im Jahr darauf trat er unter Verlesung einer Protestnote mit 17 weiteren Mitgliedern aus, weil sie der Organisation jeglichen Nutzen zur Erhaltung des Friedens absprachen. Fortan organisierten sich die Ausgetretenen in der neugebildeten Allianz der sozialistischen Demokratie. Nachdem ein Beitritt der Allianz als internationale Organisation in die Internationale von dessen Generalrat abgelehnt wurde, entschlossen sich die Mitglieder dazu, die Allianz nur noch in verschiedenen nationalen Organisationen weiterzuführen, bis sie 1871 aufgelöst wurde.

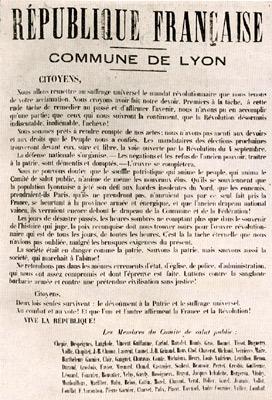
Michail Bakunin gehörte zu den Verfassern der Proklamation der Lyoner Kommune. Der Aufstand war von kurzer Dauer, diente aber der Pariser Kommune als Vorbild.

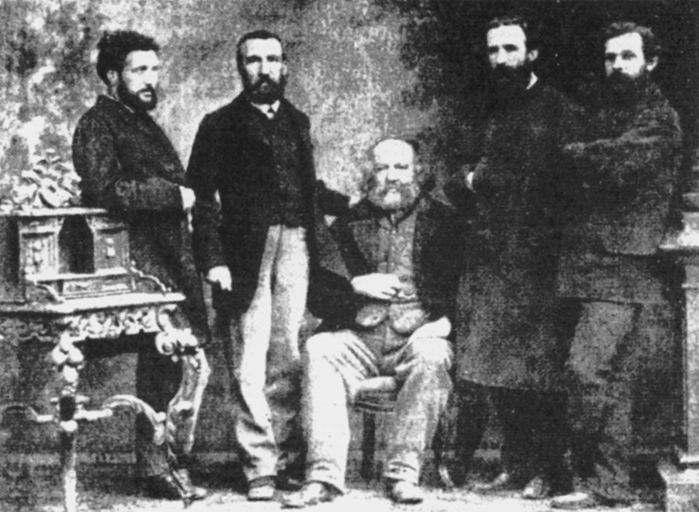
Bakunin mit Teilnehmern des Kongresses der Internationale in Basel 1869

Bakunin schrieb ab 1868 gemeinsam mit André Léo für die Égalité, das Organ der Genfer Sektion. Im selben Jahr brach die Septemberrevolution in Spanien aus, und Bakunin war gemeinsam mit Charles Perron Verfasser eines Aufrufs an die Arbeiter Spaniens. Er plante daraufhin eine Agitationsreise nach Spanien, die Giuseppe Fanelli unternahm und die zur Bildung vieler neuer Sektionen der Internationale in Spanien führte. Im Jahr darauf lernte er Sergei Netschajew kennen, von dem er anfangs begeistert war. Doch nachdem ans Licht kam, dass Netschajew insgeheim Briefe und persönliche Dokumente Bakunins entwendete, um sie im geeigneten Zeitpunkt gegen ihn zu verwenden, kam es zum Bruch zwischen den beiden.
Im September 1870 nahm Bakunin am Aufstand in Lyon teil, nachdem sich eine Niederlage Frankreichs im Deutsch-Französischen Krieg abzeichnete. Er gehörte zu den Verfassern einer revolutionären Proklamation in Lyon, die später vor 6000 Leuten verlesen und in der Region verteilt wurde. Der Aufstand wurde noch im selben Monat von der Regierung beendet, diente aber der Pariser Kommune als Vorbild, an der Bakunin nicht teilnehmen konnte. Nach der Rückkehr in die Schweiz verfasste Bakunin seinen in Briefform gehaltenen Appell Lettres à un français sur la crise actuelle („Briefe an einen Franzosen zur aktuellen Krise“), in dem er die Wichtigkeit einer Allianz der Arbeiter und Bauern zu einer gemeinsamen revolutionären Kraft hervorhob.
Als Giuseppe Mazzini in Artikeln die Pariser Kommune und die Internationale kritisierte und die italienischen Arbeiter vor dem Sozialismus warnte, antwortete Bakunin mit dem Zeitungsartikel Antwort eines Mitglieds der Internationale an Giuseppe Mazzini, der durch seine hohe Resonanz der Internationale in Italien entscheidenden Auftrieb gab. In der Internationale wuchsen die Konflikte zwischen den Antiautoritären und dem Generalrat in London mit Karl Marx und Friedrich Engels. Am Kongress in Den Haag wurde Bakunin schließlich gemeinsam mit James Guillaume aus der Internationale ausgeschlossen. In der Folge spaltete sich der antiautoritäre Teil ab und gründete die Antiautoritäre Internationale in St-Imier, an der Bakunin indes nicht mehr aktiv mitwirkte. Bakunin beteiligte sich mit einigen seiner Mitstreiter, wie Guillaume und Adhémar Schwitzguébel, an der Juraföderation, dem Kern der neuen Internationale, und beschloss, sich aus der Öffentlichkeit zurückzuziehen.

### Rückzug und Tod (1873–1876)

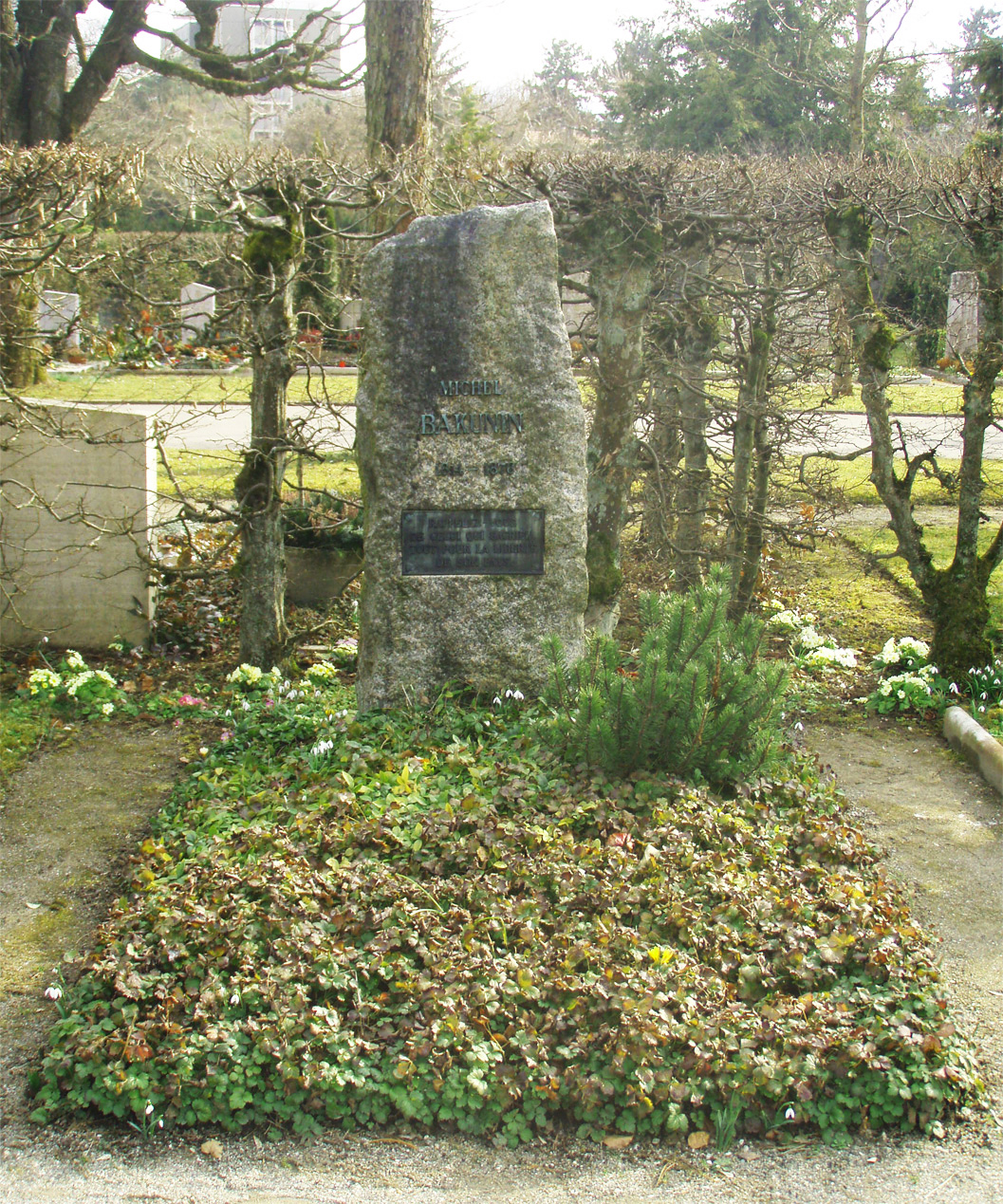
„Erinnert euch an den, der alles opferte für die Freiheit seines Landes“, Grabstein Bakunins im Bremgartenfriedhof Bern

Von November 1869 an lebte Bakunin in Locarno und kaufte 1873 – mit finanzieller Unterstützung Carlo Cafieros – die Villa La Baronata in Minusio, die zum Zufluchtsort für polizeilich gesuchte Revolutionäre werden sollte. Nach einem Zerwürfnis mit Cafiero zog er nach Lugano, das ebenfalls im Kanton Tessin und in der Nähe zu Italien liegt. Viele seiner engsten Freunde waren Italiener, und er setzte die größten Hoffnungen auf revolutionäre Umwälzungen in Italien, das er aber nicht mehr betreten durfte.
Bakunin schrieb 1873 sein Werk Staatlichkeit und Anarchie, das in hohen Stückzahlen nach Russland geschmuggelt wurde und die Bewegung der Narodniki stark beeinflusste. Darin forderte er die jungen Revolutionäre in Russland dazu auf, am Leben der Bauern teilzunehmen, ihre Probleme mitzuerleben und so die Revolution ins Volk zu tragen. Ebenfalls in der Schweiz traf Bakunin den erst 18-jährigen Sozialrevolutionär Errico Malatesta, der in Italien steckbrieflich gesucht wurde und sich von Bakunin beeinflusst in den folgenden Jahrzehnten zu einem der Wortführer des italienischen Anarchismus entwickelte.
Im Oktober 1873 beschloss Bakunin seinen Rückzug aus der anarchistischen Arbeiterbewegung und verließ die Juraföderation, im Glauben, nichts mehr für die Bewegung tun zu können. Zu dieser Zeit war er von einer schweren Krankheit gezeichnet und resignierte, da sich seine Erwartung der nahen Revolution nicht erfüllt hatte und ihm der Glaube daran schwand.
Bakunin versuchte 1874 trotz seiner Krankheit an einem Aufstand in Bologna teilzunehmen. Der Aufstand sollte ein Startsignal senden für Aufstände in ganz Italien, doch wurden bereits im Vorfeld viele zentrale Personen von den Carabinieri festgenommen. Einige tausend Aufständische marschierten dennoch in der Nacht vom 7. auf den 8. August auf Bologna zu und wurden von Heeresdetachements schließlich zur Aufgabe gezwungen. Nach dem Scheitern konnte Bakunin wieder unentdeckt in die Schweiz zurückkehren.
Als sich sein gesundheitlicher Zustand weiter verschlechterte, reiste er am 13. Juni 1876 von Lugano nach Bern, um ärztliche Hilfe zu holen bei seinem Freund Dr. Adolf Vogt, dem Bruder des Philosophen Carl Vogt. Der Mediziner brachte den Kranken in eine Klinik im Mattenhof. Zu Adolf Reichel meinte Bakunin zehn Tage vor seinem Tod resigniert: „Die Völker aller Nationen haben heute den revolutionären Instinkt verloren. Sie sind zu sehr mit ihrer Lage zufrieden, und die Furcht, auch noch das zu verlieren, was sie haben, macht sie harmlos und träge.“

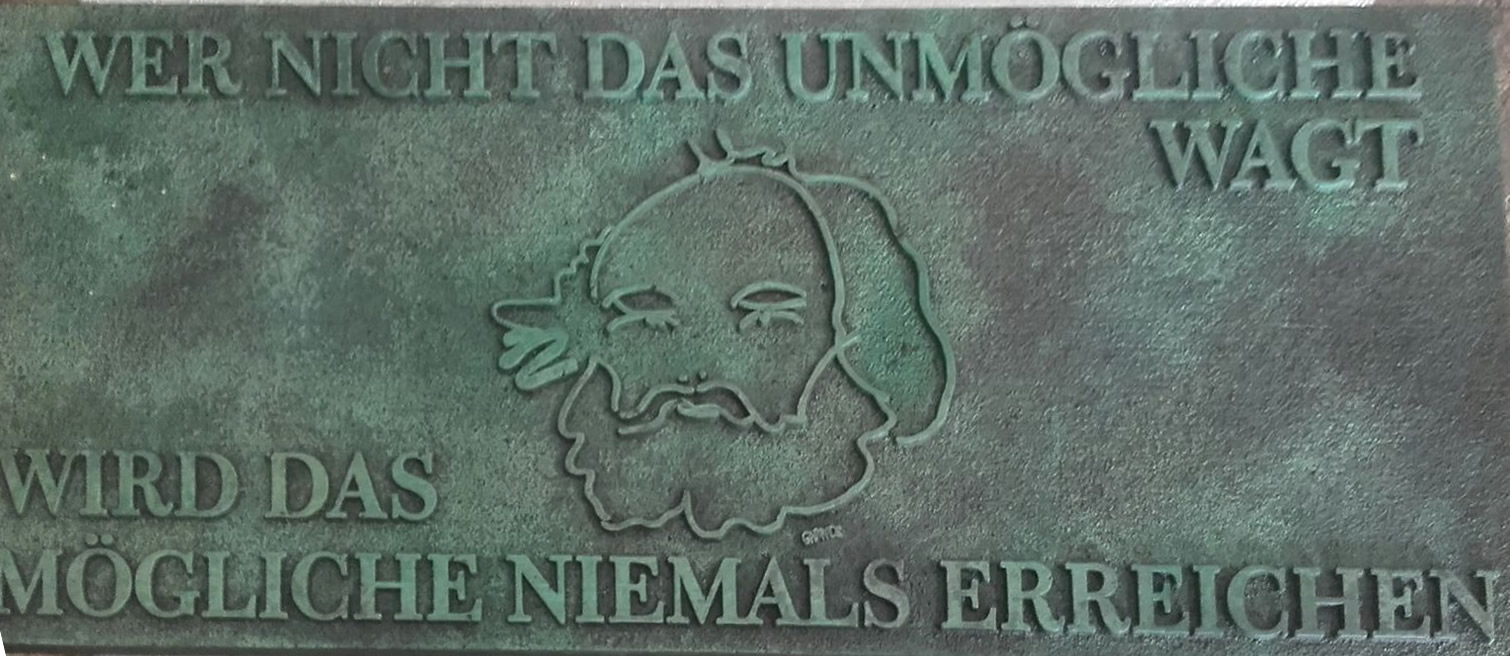
Plakette von Daniel Garbade am Grabstein von Bakunin

Sein Gesundheitszustand verschlechterte sich überraschend schnell. Am 1. Juli 1876 kurz vor Mittag erlag Michail Bakunin im Alter von 62 Jahren einer Harnvergiftung. Bei der Bestattung auf dem Bremgartenfriedhof in Bern hielten sieben Getreue, die aus der ganzen Schweiz herbeigeeilt waren, Abschiedsreden. Bakunin wurde im Grab 68, Abteilung 9201, nahe dem Haupteingang des Friedhofs beigesetzt. Am 30. Mai 2016 wurde die Plakette am Grabstein durch eine neue ersetzt. Diese wurde vom Schweizer Künstler Daniel Garbade entworfen, abgebildet ist Bakunins Kopf und sein Zitat „Wer nicht das Unmögliche wagt, wird das Mögliche niemals erreichen“.

## Denken

### Überblick und Entwicklung von Bakunins Denken

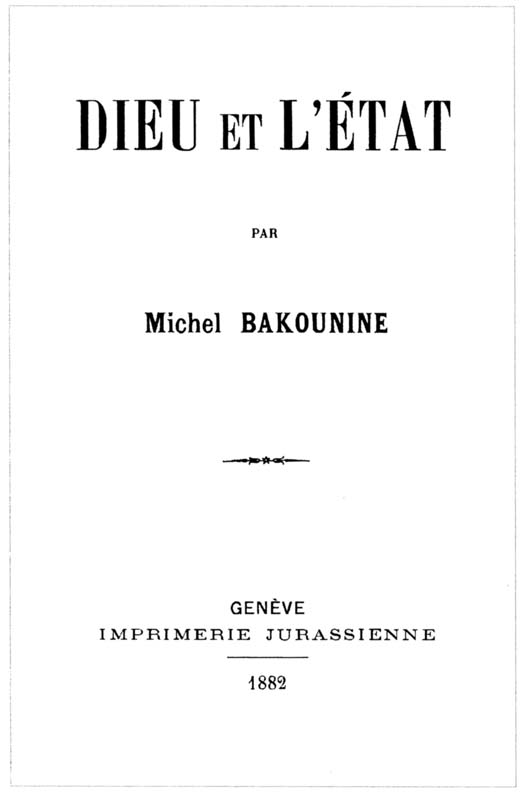
Gott und der Staat, Titelblatt des ersten Drucks im Jahre 1882. Das Werk gehört zu den bekanntesten Schriften Bakunins und der anarchistischen Bewegung.

Bakunins politische und philosophische Positionen veränderten sich im Laufe seines Lebens. Als junger Mann vertrat er noch stark religiös geprägte und panslawistische Ansichten. Davon kehrte er später ab und entwickelte auf der Basis des erkenntnistheoretischen Materialismus die Idee eines antiautoritären Sozialismus.
Rainer Beer sieht in der Entwicklung von Bakunins Denken vier Phasen, die sich voneinander unterscheiden. Zwischen 1831 und 1836 war Bakunins Denken stark von der Lektüre von Schelling, Kant und Fichte beeinflusst. Auf diese Phase, die Beer als protoidealistisch bezeichnet, folgte von 1837 bis 1840 eine intensive Auseinandersetzung mit der Philosophie Hegels. Diese hegelianische Phase war von einer konservativen Lesart von Hegels Werk bestimmt und anti-revolutionär. Von 1840 bis etwa 1847 entwickelte sich Bakunin durch den Einfluss der Junghegelianer während seines Aufenthalts in Deutschland zum Linkshegelianer. Auf diese Zeit folgte seine Entwicklung zum Anarchismus, für den er vor allem nach 1864 aktiv wirkte. Der Wandel zum Anarchisten zeichnet sich in den Schriften ab, die er während seiner Zeit in Italien von 1864 bis 1867 verfasste. Dort formulierte er im Wesentlichen bereits seine Ideen, für die er später in der Internationalen Arbeiterassoziation einstand und die er in Gott und der Staat oder Staatlichkeit und Anarchie niederschrieb.
Gemeinsam mit dem belgischen Sozialisten César De Paepe gilt Bakunin als Begründer des kollektivistischen Anarchismus, dessen Idee beide unabhängig voneinander erstmals im Jahre 1866 formulierten. Dieses kollektivistische Gemeinwesen sollte ein Leben in größtmöglicher Autonomie und Chancengleichheit ermöglichen und jedem Menschen den vollen Anteil am Produkt seiner eigenen Arbeit garantieren. Dennoch strebte Bakunin keine ausgearbeitete Theorie an, „denn jede absolute Theorie wird nie verfehlen, in praktischen Despotismus und Ausbeutung umzuschlagen“. Es sei auch nicht möglich, theoretisch im vornherein das soziale Paradies zu konstruieren, betont er und schreibt, „daß wir wohl die großen Grundsätze der künftigen Entwicklung verkünden können, daß wir aber der Erfahrung der Zukunft die praktische Verwirklichung dieser Grundsätze überlassen müssen“.:69
Freiheit, Sozialismus und Föderalismus gehören zum Fundament von Bakunins Konzept einer neuen Gesellschaftsordnung. Einen besonderen Stellenwert nimmt dabei Bakunins Kritik der Religion bzw. der Theologie ein.

### Freiheit und Autorität
Bakunin lehnt den Staat und allgemein alle Formen institutionalisierter und zentralisierter Autorität ab, weil diese dem Leben der Individuen fremde bzw. äusserliche Gesetze und Befehle auferlegen.:56 Diesen künstlichen Gesetzen, die die Freiheit des Einzelnen absichtlich einschränken, stellt Bakunin in Anlehnung an Baruch Spinoza die Naturgesetze gegenüber, denen sich alle Individuen beugen müssen und die somit auch keine Einschränkung der Freiheit des Einzelnen bedeuten.:179ff Gleichzeitig unterscheidet Bakunin zwischen der künstlichen Autorität auf der einen Seite, wie z. B. beim Staat und bei anderen Herrschaftssystemen, und einer natürlichen Autorität auf der anderen Seite, die die Unterwerfung des Individuums unter die Naturgesetze beschreibt, gegen die Bakunin nichts einzuwenden hat.:177 Die künstliche Autorität entsteht in gesellschaftlichen Prozessen durch Macht, besondere Fähigkeiten, Wissensvorsprung und religiöse Vorgaben:180 und wird Individuen „mit dem Recht der Kraft, willkürlich; sei es heuchlerisch, im Namen irgendeiner Religion oder metaphysischen Doktrin; sei es endlich kraft jener Fiktion, jener demokratischen Lüge, die man das allgemeine Stimmrecht heißt“:216 aufgezwungen. „Man folgt den Gesetzen bzw. Befehlen dieser Autorität nicht, weil sie vernünftig sind oder aus einer inneren Notwendigkeit, sondern nur, weil man dazu durch äussere Gewalt, egal ob göttlicher oder menschlicher Natur, gezwungen wird.“ „In jedem Fall ist es jedoch eine Anmaßung, weil niemand das Leben eines anderen zu dessen Nutzen regeln kann und auch niemand eine solche Führung braucht.“:180 Doch Bakunin lehnt nicht jede Form künstlicher Autorität ab, sondern akzeptiert die Autorität des Wissenden, die sogenannte epistemologische Autorität, wenn diese auf Wechselseitigkeit und Freiwilligkeit basiert.:184ff Bakunin beschreibt das in Gott und der Staat ausführlich:

„Folgt hieraus, daß ich jede Autorität verwerfe? Dieser Gedanke liegt mir fern. Wenn es sich um Stiefel handelt, wende ich mich an die Autorität des Schusters; handelt es sich um ein Haus, einen Kanal oder eine Eisenbahn, so befrage ich die Autorität des Architekten oder des Ingenieurs. […] Aber ich erkenne keine unfehlbare Autorität an, selbst nicht in ganz speziellen Fragen; folglich, welche Achtung ich auch immer für die Ehrlichkeit und Aufrichtigkeit einer Person habe, setze ich in niemanden unbedingten Glauben. Ein solcher Glaube wäre verhängnisvoll für meine Vernunft, meine Freiheit und den Erfolg meines Unternehmens, er würde mich sofort in einen dummen Sklaven und ein Werkzeug des Willens und der Interessen anderer verwandeln. Wenn ich mich vor der Autorität von Spezialisten beuge und bereit bin, ihren Angaben und selbst ihrer Leitung in gewissem Grade und, solange es mir notwendig erscheint, zu folgen, tue ich das, weil diese Autorität mir von niemand aufgezwungen ist, nicht von den Menschen und nicht von Gott. […] Ich neige mich vor der Autorität von Spezialisten, weil sie mir von meiner eigenen Vernunft auferlegt wird. Ich bin mir bewußt, daß ich nur einen sehr kleinen Teil der menschlichen Wissenschaft in allen Einzelheiten und positiven Entwicklungen umfassen kann. Die größte Intelligenz genügt nicht, alles zu umfassen. Daraus folgt für die Wissenschaft wie für die Industrie die Notwendigkeit der Arbeitsteilung und Vereinigung. Ich empfange und ich gebe, so ist das menschliche Leben. Jeder ist abwechselnd leitende Autorität oder Geleiteter. Es gibt also keine stetige und feststehende Autorität, sondern einen beständigen Wechsel von gegenseitiger Autorität und Unterordnung, die vorübergehend und vor allem freiwillig ist.“

Die Unterscheidung zwischen natürlicher und künstlicher Autorität bildet die Grundlage für Bakunins Freiheitsbegriff.:178 Unter Freiheit versteht Bakunin kein abstraktes Ideal, sondern einen Zustand der gleichen Freiheit für jeden durch die Freiheit aller. In Anlehnung an Immanuel Kant definiert er die negative Freiheit (die Freiheit von) und die positive Freiheit (die Freiheit zu). Die negative Freiheit beschreibt Bakunin als die Auflehnung gegen die göttliche, kollektive oder individuelle Autorität:141 und schreibt, „die Freiheit des Menschen besteht einzig darin, daß er den Naturgesetzen gehorcht, weil er sie selbst als solche erkannt hat und nicht, weil sie ihm von außen her von irgend einem fremden Willen, sei er göttlich oder menschlich, kollektiv oder individuell, auferlegt sind“.:56 Die positive Freiheit bestehe darin, die Möglichkeit zu haben, seine Fähigkeiten bestmöglich zu entwickeln, und zwar durch Bildung und den nötigen materiellen Wohlstand.
Für Bakunin spielt es keine Rolle, ob die Herrschaft eine königliche Herrschaft ist, die marxistische Diktatur des Proletariats oder die auf allgemeinem Wahlrecht basierende Volksherrschaft, denn diese stellt letzten Endes nichts anderes dar, „als die Beherrschung der Massen von oben nach unten durch eine intellektuelle und eben dadurch privilegierte Minderheit, die angeblich die wahren Interessen des Volkes besser erkennt als das Volk selbst“.:131 Darüber hinaus versucht jede Autorität, „sich ewige Dauer zu verschaffen, indem sie die ihr anvertraute Gesellschaft immer dümmer und folglich ihrer Regierung und Leitung immer bedürftiger mach[t]“. Bakunin kritisiert auch die Forderung nach der „Herrschaft der Wissenschaft“, weil die Wissenschaft durch ihre privilegierte Stellung in der Gesellschaft nicht fähig und nicht gewillt sei, den Menschen zu dienen, sondern den Privilegierten selbst. Die Forderung Auguste Comtes, dass das gesellschaftliche Leben den Gesetzen der Wissenschaft unterworfen sein müsse, stellt in Bakunins Augen eine Gefahr für die Gesellschaft dar.:85 Er lehnte besonders die Gesellschaftsideen Jean-Jacques Rousseaus ab sowie die gesellschaftliche Vertragstheorie im Allgemeinen und sah Rousseau als den Propheten des doktrinären Staates.:108

### Prinzipien einer neuen Gesellschaft

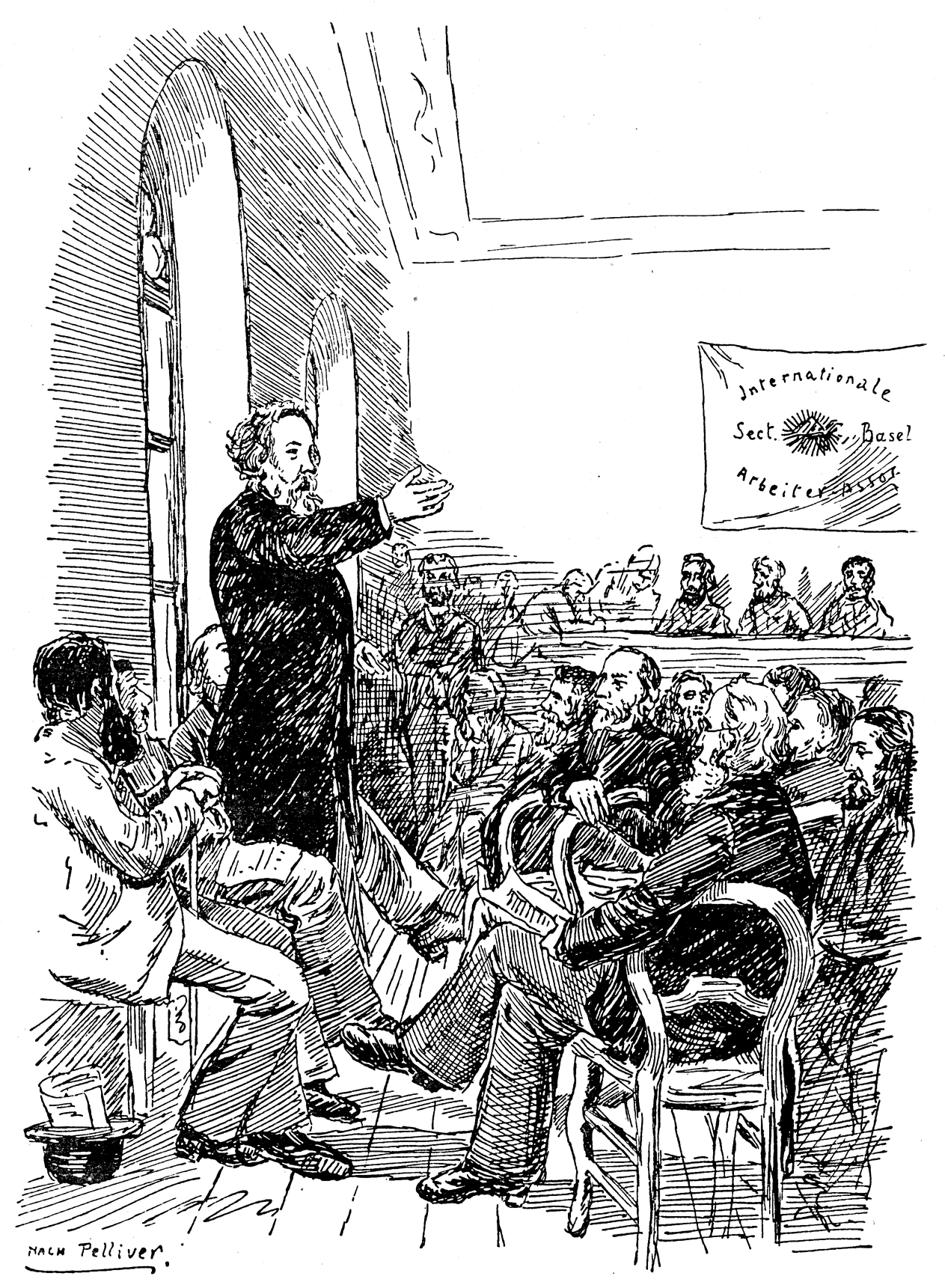
Bakunin hält eine Rede am Basler Kongress der Internationalen Arbeiterassoziation im Jahr 1869.

Bakunin sieht die Freiheit, den Sozialismus und den Föderalismus untrennbar voneinander als Grundprinzipien einer egalitären Gesellschaft und weist darauf hin „daß Freiheit ohne Sozialismus Privilegienwirtschaft und Ungerechtigkeit bedeutet; und daß Sozialismus ohne Freiheit Sklaverei und Brutalität ist“.:62 Das Opfern der Freiheit unter dem Vorwand der Verteidigung der Freiheit oder für den Staat sieht Bakunin als gefährlich, denn man könne die Freiheit nur mit derselben erhalten:

„Seien wir Sozialisten, aber werden wir nie Herdenvölker. Suchen wir die Gerechtigkeit, die ganze politische, ökonomische und soziale Gerechtigkeit nur auf dem Wege der Freiheit. Es kann nichts Lebendiges und Menschliches außerhalb der Freiheit geben, und ein Sozialismus, der sie aus seiner Mitte verstößt oder der sie nicht als das einzige schöpferische Prinzip und als Grundlage akzeptiert, würde uns ganz direkt zu Sklaverei und Bestialität zurückführen.“

Bakunin versteht unter Sozialismus wirtschaftliche und soziale Gleichheit, also eine Gesellschaft ohne Klassen und mit dem gleichen Zugang zu Produktionsmitteln und Bildung.:60 Jeder sollte die Möglichkeit haben, seine Fähigkeiten bestmöglich zu entwickeln, und zwar durch Bildung und den nötigen materiellen Wohlstand. Den Sozialismus sieht er als natürliche Form des Zusammenlebens und warnt, dass „jede bevorrechtete Stellung die Eigentümlichkeit [hat], Geist und Herz der Menschen zu töten“.:57
Eine föderale Organisation verhindere, dass sich Macht in einer zentralen Gewalt konzentriert, die Sozialismus und Freiheit unmöglich macht. Unter Föderalismus versteht Bakunin gemäß dem Materialismus den Aufbau der Gesellschaft von unten nach oben, das heißt, von der Basis zur Spitze. Diese Föderation solle auf freier Assoziation der Individuen, Produktionsgemeinschaften und Kommunen basieren und zur größtmöglichen Unabhängigkeit und Selbstbestimmung führen, zu einer Ordnung, „die keine andere Grundlage hat als die Interessen, Bedürfnisse und die natürliche Affinität der Bevölkerung“.:32
Bakunin fordert die Emanzipation und Gleichstellung der Frau:59 und tritt für die Abschaffung der legalen Ehe ein, die durch die „freie Ehe“, also den freiwilligen Bund zweier Menschen, ersetzt werden kann. Für Bakunin stellt die privilegierte Wissenschaft eine Hürde dar, die durch die freie Wissenschaft ersetzt werden sollte.:60ff

### Soziale Revolution
Bakunin lehnt Revolutionen ab, die nur zu einem Machtwechsel führen, wie die Französischen Revolutionen von 1789 und 1848 oder der Polnische Aufstand von 1863. Er ist davon überzeugt, dass sich das Los der wirtschaftlich und politisch Benachteiligten mit einer sozialen Revolution direkt verbessern muss, denn „jede politische Revolution, welche nicht die unmittelbare und sofortige wirtschaftliche Gleichheit zum Ziele hat, [ist] vom Standpunkt des Volksinteresses und der Volksrechte nur eine heuchlerische und maskierte Reaktion“. Der Kampf soll in erster Linie gegen alle Institutionen geführt werden, die Privilegien schaffen:

„Entfesselt die soziale Revolution! Macht, daß alle Bedürfnisse wirklich solidarisch werden, daß die materiellen und sozialen Interessen eines jeden seinen menschlichen Pflichten gleich werden! Hierzu gibt es nur ein einziges Mittel: Zerstört alle Einrichtungen der Ungleichheit, gründet die wirtschaftliche und soziale Gleichheit aller, und auf dieser Grundlage wird sich die Freiheit, die Sittlichkeit und die solidarische Menschlichkeit aller erheben.“

Die Menschen selbst sollen die Verantwortung für die weitere Entwicklung ihrer lokalen Gemeinschaften und insbesondere den Verlauf der ökonomischen Umverteilung tragen. Dabei soll als unmittelbare Maßnahme das Privateigentum an Land und Produktionsmitteln abgeschafft werden: Das Land müsse denen gehören, die es bebauen, und die Produktionsmittel allen denen, die damit arbeiten. Bakunin forderte, dass in der Folge einer spontanen Volksrevolution die Arbeitergewerkschaften und Bauern die Produktionsmittel und das Land in Besitz nehmen, um dadurch eine gemeinschaftliche Produktion zu ermöglichen. Dabei sieht Bakunin es als notwendig an, dass ein Zusammenschluss von prinzipientreuen Revolutionären sich damit befasst, die Revolution vor der möglichen Machtübernahme von einzelnen Individuen oder Gruppen zu schützen. Es dürfe aber keine Avantgarde oder Vorhut der Arbeiterklasse die Revolution anführen oder eine Arbeiter- oder Revolutionsregierung gebildet werden. Die soziale Revolution kann Bakunin zufolge nicht die Einzelrevolution eines Volkes sein, sondern wird unvermeidlich eine internationale und „universelle“ Revolution zur Folge haben.:165
Er sieht aber die wissenschaftliche Bildung und Erziehung des Volkes nicht als notwendige Vorbedingung für eine Revolution und glaubt, „dass das Denken […] sich aus dem Leben ergibt und dass man, um das Denken zu ändern, zunächst das Leben ändern muss. Gebt dem Volk die ganze Weite des menschlichen Lebens, und es wird Euch durch die tiefe Rationalität seines Denkens erstaunen.“:375 Den Menschen bzw. das Individuum sieht Bakunin als Triebkraft und Initiator revolutionärer Veränderung und nicht in Abhängigkeit einer schrittweisen Entwicklung der Menschheit, die sich aus „objektiven“ historischen Bedingungen ergibt, wie bei Marx und Engels.

### Atheismus
Bakunin sieht Gott als Produkt menschlichen Denkens an, „das erste Erwachen der [menschlichen] Vernunft […] in Gestalt der [göttlichen] Unvernunft.“:89 Somit erkennt er den Glauben an Gott als entwicklungsgeschichtliche Notwendigkeit an, die es jedoch zu überwinden gilt, um Freiheit zu erlangen. Die Religion und die Theologie lehnt er ab, weil diese den Menschen nicht als kreativen Schöpfer sehen und der menschlichen Vernunft und dem Gerechtigkeitssinn entgegengesetzt seien:

„So wird die menschliche Vernunft, das einzige Organ, das wir besitzen, um die Wahrheit zu erkennen, durch ihre Verwandlung in göttliche Vernunft unverständlich für uns und erscheint dem Gläubigen zwangsläufig als Offenbarung des Absurden. So äußert sich die Ehrfurcht vor dem Himmel in der Verachtung für die Erde und die Verehrung der Gottheit in der Herabwürdigung der Menschheit. Die menschliche Liebe, dieses unermessliche Band natürlicher Solidarität, das alle Individuen, alle Völker umspannt und die Freiheit und das Glück jedes einzelnen von der Freiheit und dem Glück aller anderen abhängig macht und die Menschen, allen Unterschieden der Rasse und Hautfarbe zum Trotz, früher oder später zu einer brüderlichen Gemeinschaft verbinden muß – diese Liebe wird, wenn sie sich in Liebe zu Gott und religiöse Nächstenliebe verwandelt, alsbald zu einer Geißel der Menschheit: Alles Blut, das seit Anbeginn der Geschichte im Namen der Religion vergossen wurde, die Millionen Menschen, die dem höchsten Ruhm der Götter geopfert wurden, legen davon Zeugnis ab …“

In Gott und der Staat versucht er, die Existenz Gottes zu widerlegen, was in einer berühmten Stelle des Buches in der Aussage gipfelt:

„Wenn Gott existiert, ist der Mensch ein Sklave; der Mensch kann und soll aber frei sein: Folglich existiert Gott nicht. Ich fordere jeden auf, diesem Kreis zu entgehen, und nun mag man wählen.“

## Wirkung und Rezeption
Bakunin gilt als erster Organisator der anarchistischen Bewegung und stellte durch sein Wirken den Anarchismus auf die Basis der Arbeiterbewegung. Er gilt als Begründer des kollektivistischen Anarchismus und wegen seiner Rolle in der Arbeiterbewegung als „Stammvater“ des Anarchosyndikalismus.:15 Richtungsweisend für die gesamte sozialistische Bewegung war der Konflikt zwischen Karl Marx und Bakunin in der Ersten Internationale, der mit einer Trennung der anarchistischen von der restlichen sozialistischen Bewegung endete. Durch sein Wirken in Italien schaffte er den Keim einer anarchistischen Bewegung und gewann dafür später durch seine publizistische Arbeit viele ehemalige Mazzinisten für die Bewegung. Gleiches gilt für Spanien, wo Bakunin, vermittelt durch Giuseppe Fanelli, große Teile der spanischen Arbeiterschaft für die Internationale und den revolutionären Sozialismus überzeugen konnte.
Aufgrund seiner Vorreiterrolle im libertären Sozialismus beeinflussten seine Werke und Ideen überall auf der Welt entstehende anarchistische Bewegungen. Zu einer ausgeprägten Rezeption kam es vor allem wieder mit dem Erstarken der anarchosyndikalistischen Bewegung. In der französischen Bewegung vor dem Ersten Weltkrieg rückte Bakunin wieder ins Zentrum des Interesses und es erschien die Werkausgabe Œuvres von James Guillaume. In der deutschen anarchosyndikalistischen Bewegung der 1920er Jahre kam es ebenfalls wieder zu einer ausgeprägten Rezeption, die unter anderem von Rudolf Rocker und Max Nettlau gefördert wurde. Es erschienen die Gesammelten Werke, Broschüren und bei der Stadt Meiningen entstand beispielsweise zu seinen Ehren die Bakuninhütte, eine Schulungs- und Erholungsstätte der Arbeiterbewegung.
Einen außerordentlichen Einfluss hatte Bakunin auch auf die russische Jugend der 1870er Jahre, wo er eine Generation prägte und für den Sozialismus gewinnen konnte. Später hatte Bakunin auch auf die wachsende anarchistische Bewegung in Russland im späten 19. und frühen 20. Jahrhundert eine große Wirkung, die jedoch nicht an die Wirkung von Peter Kropotkin herankam. In der Folge der Oktoberrevolution von 1917 fielen in Russland unter der Führung von Lenin und später Stalin ein Großteil der Anarchisten politischen „Säuberungen“ zum Opfer. In der deutschen Sozialdemokratie wurde die Politik der Bolschewiki rasch kritisiert, jedoch mit dem Anarchismus gleichgesetzt, weil Lenins Politik als antiparlamentaristisch und gewalttätig galt. Der marxistische Theoretiker Heinrich Cunow schrieb dazu beispielsweise: „Leninismus ist nichts anderes als ein Rückfall in den Bakunismus.“ Der Historiker Peter Lösche bezeichnet diese Haltung als unreflektierten Anti-Bolschewismus.:43 Dennoch wird diese Gleichsetzung von Bolschewismus und Anarchismus und die Betonung der Nähe von Lenin und Bakunin auch bis in die zeitgenössische Literatur wiederholt.:43ff
Im Zuge der Studentenbewegung kam es im deutschsprachigen Raum wieder zu einer gewissen Wiederentdeckung von Bakunin.:15ff Er war für viele zunächst nur als legendäre Gestalt und revolutionäre Symbolfigur interessant und wurde im Zuge einer freiheitlichen Marx-Interpretation rezipiert.:304 Eine Verbindung von Marx mit Bakunin wurde unternommen, weil man überzeugt war, dass ein freiheitlicher Sozialismus, im Gegensatz zur dogmatischen Marxinterpretation im kommunistischen „Osten“, beider Denker bedarf. Kritiker bemängelten aber an der Synthese die Ausblendung der historischen und grundlegenden philosophischen Differenzen zwischen beiden Denkern.:308 Eine wichtige Ausnahme bildete dabei die 'Rehabilitierung' Bakunins durch Rudi Dutschke in seiner Schrift Ausgewählte und kommentierte Bibliographie des revolutionären Sozialismus von K. Marx bis in die Gegenwart von 1966. Eine ähnliche Rolle spielte die Rezeption Bakunins auch in der 68er-Bewegung in Frankreich.
Bakunin diente in vielen Werken bekannter Autoren als literarische Vorlage. Besonders ausführlich haben sich osteuropäische Schriftsteller mit seiner Person befasst, unter anderem Fjodor Dostojewski in Die Dämonen, Joseph Conrad in Mit den Augen des Westens, Mark Alexandrowitsch Aldanow und Roman Borissowitsch Gul. Mit Bakunin beschäftigen sich historisch-literarisch beispielsweise Riccardo Bacchelli in Der Teufel auf dem Pontelungo, Lars Gustafsson in Bakunins Reise, Hugo Ball, Horst Bienek und Lambert Giebels. Darüber hinaus erscheint Bakunin als Figur in zahlreichen Theatern und Hörspielen.

## Kritik

### Revolutionäre Gewalt und Terrorismus

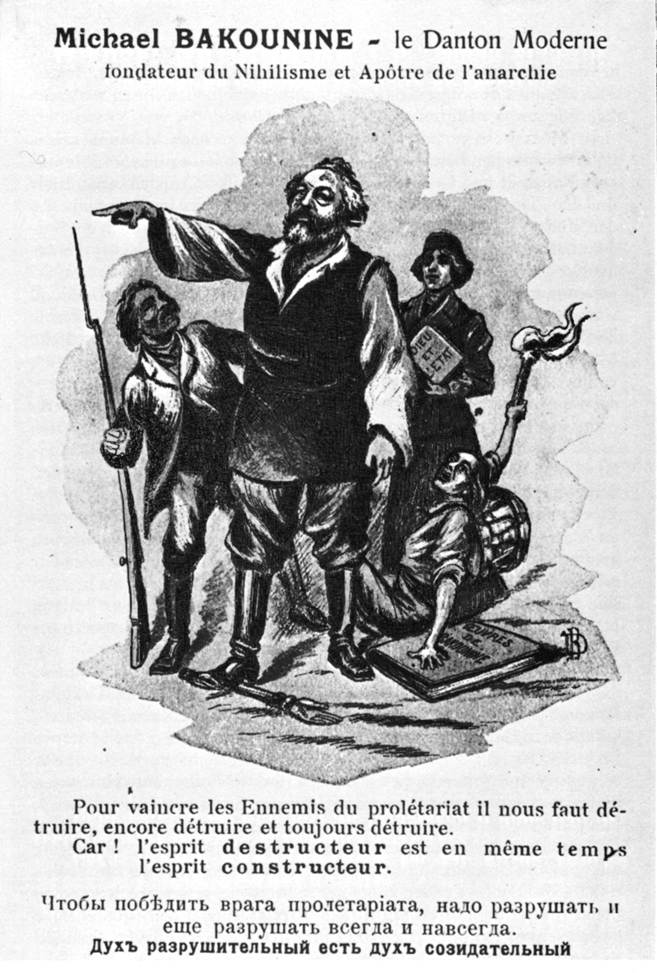
Bakunin auf einem Poster als moderner Danton dargestellt: „Um die Gegner des Proletariats zu besiegen, müssen wir zerstören, noch mehr zerstören und immer zerstören.“

Bakunin wird vorgeworfen, dass er Gewalt und Zerstörung predigte. Der dialektische Schlusssatz seines Zeitungsartikels von 1842, „Die Lust der Zerstörung ist zugleich eine schaffende Lust!“, wird bis in die heutige Zeit als Beispiel und Beweis für Bakunins terroristische Gesinnung verwendet. Seine Einstellung zur revolutionären Gewalt beschreibt Bakunin an anderer Stelle folgendermaßen:

„Diese destruktive Leidenschaft reicht zwar als Grundlage einer revolutionären Tat bei weitem nicht aus, aber ohne sie ist eine Revolution undenkbar, unmöglich, denn es kann keine Revolution geben ohne weitreichende, leidenschaftliche Zerstörung, ohne rettende und fruchtbringende Zerstörung, weil nämlich aus ihr und nur durch sie neue Welten entstehen.“

Diese Gewalt und Zerstörung der Revolution soll aber „mehr gegen Stellungen und Einrichtungen als gegen Menschen Krieg führen […] Man muß das Eigentum und den Staat zerstören, dann wird man nicht nötig haben, Menschen zu zerstören und sich zu der unfehlbaren, unvermeidlichen Reaktion zu verurteilen, die in jeder Gesellschaft das Massaker von Menschen stets herbeiführte und stets herbeiführen wird.“:84ff
Bakunin war auch entschiedener Gegner von politisch motivierten Attentaten, die nach Bakunins Tod eine Zeitlang die anarchistische Bewegung prägten: „Alle Revolutionäre, die Unterdrückten, die leidenden Opfer des gegenwärtigen Gesellschaftszustandes, deren Herzen natürlich von Rache und Haß erfüllt sind, müssen sich wohl daran erinnern, dass die Könige, die Unterdrücker, die Ausbeuter aller Art ebenso schuldig sind wie die aus den Volksmassen hervorgegangenen Verbrecher: sie sind Übeltäter, aber nicht schuldig, weil auch sie, wie die gewöhnlichen Verbrecher, unfreiwillige Produkte des gegenwärtigen Gesellschaftszustandes sind.“:86 Dennoch sah er in der Gewalt das einzige Mittel zur sozialen Revolution, weil sie gegen die Gewalt des Staats durchgesetzt werden musste. Durch die Erfahrung mit der Pariser Kommune sah er sich bestätigt und schrieb:

„Um erfolgreich gegen militärische Gewalt kämpfen zu können, die künftig vor nichts mehr Achtung hat und zudem noch mit den schrecklichsten Vernichtungswaffen ausgerüstet und bereit ist, bei der Zerstörung nicht nur von Häusern und Strassen, sondern von ganzen Städten mit all ihren Bewohnern von ihnen Gebrauch zu machen, um also gegen eine so wilde Bestie ankämpfen zu können, muss man eine andere, nicht weniger wilde, dafür aber gerechtere Bestie haben: die organisierte Revolte des ganzen Volkes, die soziale Revolution, welche genauso erbarmungslos ist wie die militärische Reaktion und vor nichts zurückschreckt.“

### Nationalismus und Antisemitismus
In seinen Polemiken gegen Karl Marx und Moses Hess wiederholte Bakunin antisemitische Klischees. In einem postum veröffentlichten Manuskript schreibt Bakunin: „Diese ganze jüdische Welt, die eine ausbeuterische Sekte, ein Blutegelvolk, einen einzigen fressenden Parasiten bildet, eng und intim nicht nur über die Staatsgrenzen hin, sondern auch über alle Verschiedenheiten der politischen Meinungen hinweg.“ Des Weiteren benutzte Bakunin auch den – im 19. Jahrhundert – populären Begriff der Rassen, um Unterschiede in Charakter und Zusammenleben der Menschen zu erklären. Er schreibt beispielsweise in Staatlichkeit und Anarchie:

„Es gibt […] trotz aller Unterschiede in den Mundarten, Sitten und Bräuchen einen gemein-italienischen Charakter und Typ, wonach man sofort den Italiener von einem Menschen anderer Rasse […] unterscheiden kann.“

Im Gegensatz zum Sozialdarwinismus sieht Bakunin aber in den Unterschieden der verschiedenen Rassen keine biologischen Ursachen und sieht sein Ideal in „einer Organisation, die auf freien wirtschaftlichen Bündnissen unter den Völkern, ungeachtet aller alten Staatsgrenzen und aller nationalen Unterschiede auf der einen Grundlage beruht, und zwar der Grundlage produktiver, ganz vermenschlichter und bei aller Vielfalt völlig solidarischer Arbeit.“:161
Bakunins Biograf Max Nettlau relativiert dessen Internationalismus insofern, als Bakunins „Abschätzungen und Urteile über sozialistische Möglichkeiten […] eng mit dem Gesamtkomplex der europäischen Politik verbunden, und [für seine Abschätzungen und Urteile] leidenschaftliche persönliche nationale Sympathien und Aversionen in erster Linie maßgebend sind.“ Nettlau geht in seiner Bewertung noch weiter und schreibt 1927 in seiner Geschichte der Anarchie: „Es ist zu spät, an all dem etwas zu ändern, aber diese Begrenzung der persönlichen Fähigkeiten eines Mannes, der damals alle überragte und dem niemand auf diesem Gebiete entgegentrat, trug zu der einseitigen geographischen Verteilung des Anarchismus bei, die noch heute [1927] nicht ausgeglichen ist.“

### Postanarchistische Kritik
Postanarchistische bzw. poststrukturalistische Theoretiker kritisieren Bakunin, den sie meist als Stellvertreter des klassischen Anarchismus behandeln, weil sein Denken auf veralteten Konzepten beruhe. Todd May schreibt 1994 in seinem Werk The Political Philosophy of Poststructuralist Anarchism, dass die Voraussetzung eines menschlichen Wesens, die Definition desselben als gut und die Reduktion des Feindes auf die böse Autorität/Macht/Staatsordnung nicht aufrechtzuerhalten sei. Nach Saul Newman ist Bakunin zwar ein Kritiker der Unterdrückung durch den Staat und das Göttliche, setzt an deren Stelle aber essentialistische Konzepte der Aufklärung und des Humanismus, wie die Menschlichkeit und die Moral. Newman zufolge können diese Konzepte dagegen auch unterdrückend wirken, weil sie abstrakte Konzepte sind, die man nicht in der Realität festmachen kann und die deshalb einen äußeren Zwang auf den Menschen darstellen.
Die postanarchistische Kritik an Bakunin und hier vor allem das relativ vielbeachtete Werk Newmans wurden jedoch für ihre mangelnde Kenntnis der Philosophie Bakunins und anderer klassischer Anarchisten stark kritisiert. Der Anarchist und Schriftsteller Gabriel Kuhn kommt in seiner Analyse der postanarchistischen Kritik an Bakunin zum Schluss: „Die Rezeption Bakunins im Postanarchismus ist oft verblüffend oberflächlich. […] Ich denke, dass Bakunin im Postanarchismus schlicht zu einem Strohmann aufgebaut wird, um einen ‚alten‘, ‚überholten‘, ‚essentialistischen‘ Anarchismus zu repräsentieren, den zu überwinden die Postanarchisten sich zur Aufgabe gemacht haben.“

## Werke

Porträt Bakunins von Félix Vallotton

Bakunins Unterschrift in der französischen Schreibweise M. Bakounine

Zu Lebzeiten sind nur zwei größere Werke von Bakunin erschienen (Das Knuto-germanische Kaiserreich und die soziale Revolution. Teil I. und Staatlichkeit und Anarchie). Übrig blieben vor allem Fragmente, die postum veröffentlicht wurden. Zu Lebzeiten auf seine fragmentarischen Arbeiten angesprochen, pflegte er zu antworten: „Mein Leben ist bloß ein Fragment!“ Bakunin wurde oft ein Talent als Redner attestiert, und auch seine Schriften erinnern stark an Reden. Dass Bakunins Schreibstil die Proportionen zwischen Wichtigem und Nebensächlichem vermissen lasse, wird beispielsweise von Élisée Reclus hervorgehoben. Dagegen sieht Max Nettlau den Schreibstil Bakunins als „intellektuelle Reise“ oder „Spaziergang mit einem brillanten libertären Gesprächspartner“. Wolfgang Eckhardt konstatiert, dass Bakunin keines seiner Werke als abstrakte Gedankenkonstruktion verfasst hat, sondern immer in der intensiven Auseinandersetzung mit seiner Zeit und im Zusammenhang mit seiner revolutionären Tätigkeit.:16 Bakunin meinte zu seinem Werk: „Ich habe in meinem Leben sehr wenig geschrieben und tat dies immer nur, wenn eine leidenschaftliche Überzeugung mich dazu zwang, meinen instinktiven Widerwillen gegen jede öffentliche Ausstellung meines eigenen Ichs zu besiegen.“

### Schriften Bakunins (Auswahl)
- 1842: Die Reaction in Deutschland. Ein Fragment von einem Franzosen. (Zeitungsartikel) (englisch)
- 1847: Rußland wie es wirklich ist! (Rede) (Ausgabe Mannheim 1848)
- 1848: Aufruf an die Slawen. (Broschüre) (Deutsche Erstausgabe)
- 1851: Beichte an Zar Nikolaus I. (Brief)
- 1862: An meine russischen und polnischen Freunde. (Zeitungsartikel) (französisch)
- 1866: Revolutionärer Katechismus. Programm für die Internationale Bruderschaft. Nicht zu verwechseln mit Netschajews Revolutionärem Katechismus von 1869.
- 1867: Föderalismus, Sozialismus, Antitheologismus. (Rede)
- 1870: Briefe an einen Franzosen zur aktuellen Krise. (Brief) (Französisches Original)
- 1871: Sozialismus und Freiheit. Fragment. (Sozialismus und Freiheit)
- 1871: Antwort eines Mitglieds der Internationale an Giuseppe Mazzini. (Zeitungsartikel)
- 1871: Das Knuto-germanische Kaiserreich und die soziale Revolution, Teil I. Soziale Revolution oder Militärdiktatur. (Französisches Original)
- 1871: Gott und der Staat. (1882 erstmals von Carlo Cafiero und Élisée Reclus veröffentlicht) (Gott und der Staat)
- 1873: Staatlichkeit und Anarchie.

### Werkausgaben
- Max Nettlau (Hrsg.): Gesammelte Werke. 3 Bände, Der Syndikalist, Berlin 1921–1924. (Nachdruck: Karin Kramer Verlag, Berlin 1975)
- Rainer Beer (Hrsg.): Philosophie der Tat. Auswahl aus seinem Werk. Jakob Hegner Verlag, Köln 1968.
- Horst Stuke (Hrsg.): Staatlichkeit und Anarchie und andere Schriften. Ullstein, Frankfurt am Main, Berlin und Wien 1972.
- Rainer Beer (Hrsg.): Frühschriften. Jakob Hegner Verlag, Köln 1973.
- Wolfgang Eckhardt (Hrsg.): Ausgewählte Schriften. Bände 1–6 (auf 12 Bände ausgelegt), Karin Kramer Verlag, Berlin, ab 1995:
  - Band 1: Gott und der Staat (1871). 6. Aufl., Karin Kramer Verlag, Berlin 2011, ISBN 978-3-87956-222-0.
  - Band 2: „Barrikadenwetter“ und „Revolutionshimmel“ (1849). Artikel in der „Dresdner Zeitung“. Karin Kramer Verlag, Berlin 1995, ISBN 978-3-87956-223-7.
  - Band 3: Russische Zustände (1849). Karin Kramer Verlag, Berlin 1996, ISBN 978-3-87956-231-2.
  - Band 4: Staatlichkeit und Anarchie (1873). 2. Aufl., Karin Kramer Verlag, Berlin 2007, ISBN 978-3-87956-319-7.
  - Band 5: Konflikt mit Marx. Teil 1: Texte und Briefe bis 1870. 2. Aufl., Karin Kramer Verlag, Berlin 2007, ISBN 978-3-87956-288-6.
  - Band 6: Konflikt mit Marx. Teil 2: Texte und Briefe ab 1871. Karin Kramer Verlag, Berlin 2011, ISBN 978-3-87956-342-5.
- Bakounine: Œuvres complètes. Textes préparés à l’Institut international d’Histoire sociale. Edita-KNAW, Amsterdam 2000, ISBN 90-6984-303-X. (auf CD-ROM)

### Erzählende Literatur
- Horst Bienek: Bakunin. Eine Invention. Carl Hanser, München 1970.

### Wissenschaftliche Literatur
- Alexander Block: Ausgewählte Aufsätze. Aus dem Russischen von Alexander Kaempfe. Suhrkamp, Frankfurt 1964. Edition suhrkamp, 71. Essay über Bakunin S. 7–12.
  - wieder in: Die Aktion. Hg. Lutz Schulenburg, Dreifach-Nr. 16–18 der neuen Ausgaben, Nautilus, Hamburg 1983, S. 253 f.
- Wilhelm Blos: Marx oder Bakunin? Karl Marx und Friedrich Engels. Demokratie oder Diktatur? Zeitgemässe Neuausgabe der Berichte an die sozialistische Internationale über Michael Bakunin. Mit einem Geleitwort und Erläuterungen hrsg. von Wilhelm Blos. Volksverlag für Wirtschaft und Verkehr, Stuttgart 1920.
- Fritz Brupbacher: Marx und Bakunin. Ein Beitrag zur Geschichte der Internationalen Arbeiterassoziation. Die Aktion, Berlin-Wilmersdorf 1922. Neuauflage: Karin Kramer Verlag, Berlin 1976[64]
- Fritz Brupbacher: Michael Bakunin. Der Satan der Revolte. Libertad Verlag, Berlin 1979, ISBN 3-922226-00-0
- Heinrich Cunow: Marx oder Bakunin? Karl Marx und Friedrich Engels. Demokratie oder Diktatur? Zeitgemässe Neuausgabe der Berichte an die sozialistische Internationale über Michael Bakunin. Hrsg. von Wilhelm Blos.
- Wolfgang Eckhardt, Bernd Kramer: Bakunin-Almanach, Band 1. Karin Kramer, Berlin, 2007, ISBN 978-3-87956-320-3. (enthält auch eine Weiterführung der Bakunin-Bibliographie von 1994)
- Wolfgang Eckhardt: Michail A. Bakunin (1814–1876). Bibliographie der Primär- und Sekundärliteratur in deutscher Sprache. Libertad Verlag, Berlin 1994, ISBN 3-922226-20-5
- Wolfgang Eckhardt: Von der Dresdner Mairevolution zur Ersten Internationale. Untersuchungen zu Leben und Werk Michail Bakunins. Edition AV, Lich 2005, ISBN 3-936049-53-X
- Wolfgang Eckhardt: Bakunin vs. Marx. Russland und andere Konfliktthemen in der Internationalen Arbeiterassoziation. In: Beiträge zur Marx-Engels-Forschung. Neue Folge 2012. Argument, Hamburg 2014, ISBN 978-3-86754-680-5, S. 21–38.
- Madeleine Grawitz: Bakunin. Ein Leben für die Freiheit. Edition Nautilus, Hamburg 1999, ISBN 3-89401-339-7
- Ricarda Huch: Michael Bakunin und die Anarchie. Suhrkamp Verlag, Frankfurt 1972, ISBN 3-518-37993-3 (zuerst Insel, 1923)
- Iris Hutter; Stefan Grob: Die Schweiz und die anarchistische Bewegung. In: „Zuflucht Schweiz“: Der Umgang mit Asylproblemen im 19. und 20. Jahrhundert. Hrsg. von Carsten Goehrke; Werner G. Zimmermann. Zürich: H. Rohr 1994, S. 81–119.
- Ernst-Ulrich Knaudt: Fünf Briefe ohne Adresse ─ Bakunin ─ Marx vs. Marx ─ Ćernyśevskij. In: Beiträge zur Marx-Engels-Forschung. Neue Folge 2012. Argument, Hamburg 2014, ISBN 978-3-86754-680-5, S. 56–82.
- HLS-Redaktion: Michail Bakunin. In: Historisches Lexikon der Schweiz.  26. März 2009.
- Michael Lausberg: Bakunins Philosophie des kollektiven Anarchismus. Unrast, Münster 2008, ISBN 978-3-89771-483-0
- Arthur Lehning: Unterhaltungen mit Bakunin. Franz Greno, Nördlingen 1987, ISBN 3-89190-228-X
- Jannis Mallouchos: Der Gesang der Okeaniden. Michail Bakunin und die Musik. bahoe books, Wien 2017, ISBN 978-3-903022-66-9
- Max Nettlau: Michael Bakunin. Eine biographische Skizze. Pawlowitsch, Berlin 1901.
- Neue Gesellschaft für Bildende Kunst (Hrsg.): Bakunin? Ein Denkmal! Kramer, Berlin 1996, ISBN 3-87956-220-2
- Georg Steklow: Michael Bakunin. Ein Lebensbild. Stuttgart 1913. (Kap. I-V (PDF-Datei; 3 MB) & Kap. VI-XI; PDF-Datei; 3,88 MB)
- Wim van Dooren: Bakunin zur Einführung. Junius Verlag, Hamburg 1985, ISBN 3-88506-817-6
- Justus Franz Wittkop: Michail A. Bakunin in Selbstzeugnissen und Bilddokumenten. Rowohlt Taschenbuch Verlag, Reinbek 1974, ISBN 3-499-50218-6
- Fragmente zu internationalen demokratischen Aktivitäten um 1848. (M. Bakunin, F. Engels, F. Mellinet u. a.) Hrsg. und bearb. von Helmut Elsner, Jacques Grandjonc, Elisabeth Neu und Hans Pelger. Trier 2000. Schriften aus dem Karl-Marx-Haus, 48 ISBN 3-86077-545-6, S. 113–306 enthält u. a. vollständigen Faksimiledruck von Comte rendu du 17me anniversaire de la révolution Polonaise du 29 Novembre 1847, mit Kommentar.